# Parc national Perito Moreno
Pour les articles homonymes, voir Moreno.
Le parc national Perito Moreno, ou parc national Francisco P. Moreno, est un parc national situé dans la province de Santa Cruz en Patagonie en Argentine.

## Description
Il est situé au centre-ouest de la province de Santa Cruz, à la frontière avec le Chili. Il s'étend sur 126 830 hectares (1 268 km2) dans une région montagneuse coupée de vallées, dont certaines se trouvent à plus de 900 m d'altitude. La superficie du parc national se subdivise en deux zones de règlementation différente : le parc national lui-même vaste de 85 500 ha, et l'aire protégée adjacente s'étendant sur 29 500 ha. Un décret d'octobre 1990 définit la première zone comme réserve naturelle stricte. L'aire du parc s'étend sur deux écorégions différentes : la steppe patagonique et les forêts de Patagonie.
Le sommet le plus élevé à l'intérieur du parc est le cerro Heros, de 2 770 m d'altitude. Plus au nord, à quelque 10 km au-delà de la limite du parc, s'élève l'imposant mont San Lorenzo, haut de 3 706 m, point le plus élevé de la province et de toutes les Andes du sud (au sud du lac Nahuel Huapi).

## Toponymie

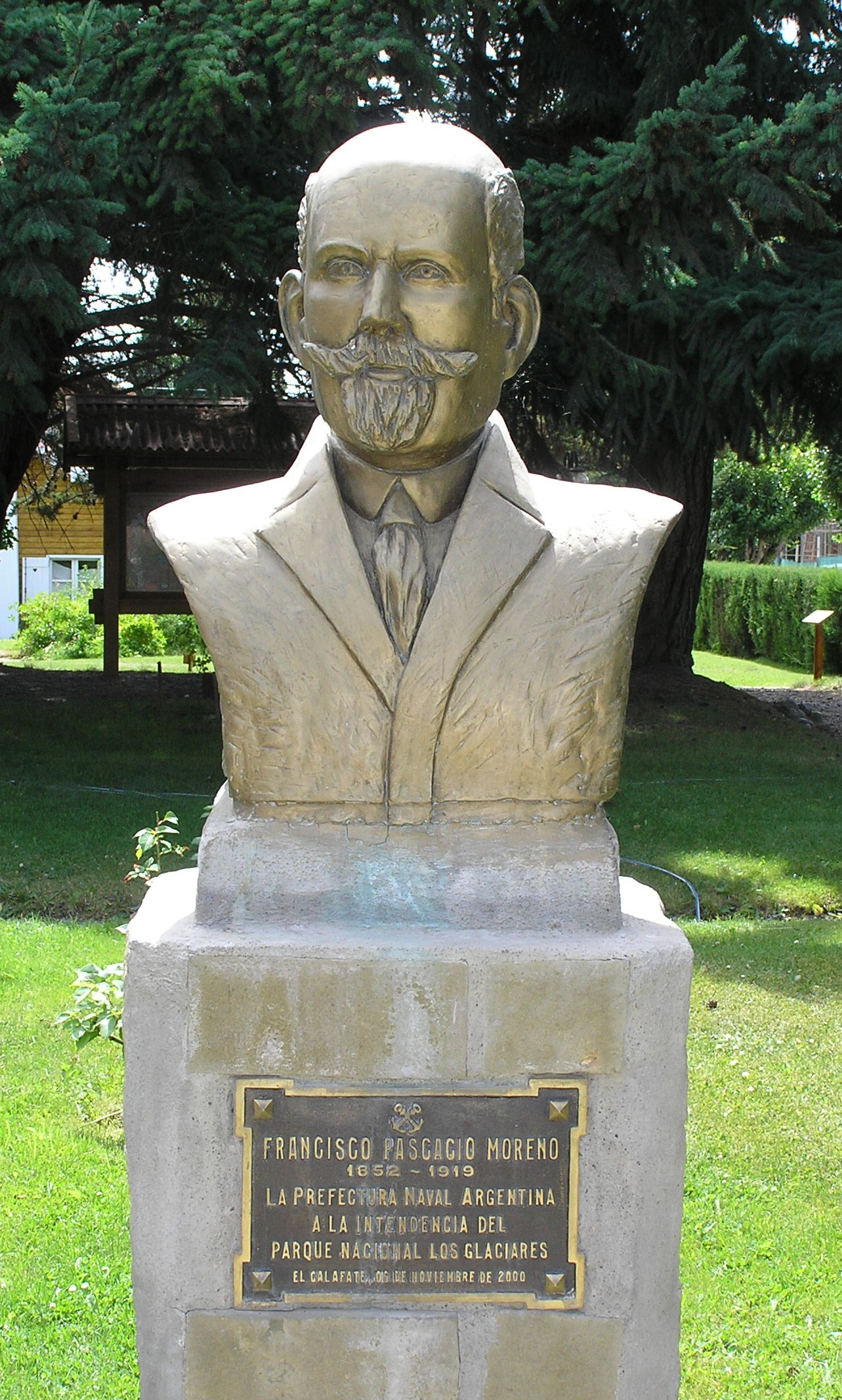
Buste de Francisco Pascasio Moreno, à El Calafate.

Créé en 1937, il a été nommé en l'honneur de Francisco Pascacio Moreno dit « Perito Moreno », naturaliste et explorateur argentin, qui fut fondateur du système des parcs nationaux d'Argentine et du musée de La Plata,,.

## Climat
La latitude, l'altitude et la proximité de massifs montagneux constamment enneigés déterminent le climat rigoureux du parc. Durant l'été, il est tempéré-froid voire froid. Les températures maxima dépassent rarement les 15 °C et la baisse sous les 0 °C est fréquente. Le reste de l'année, spécialement en hiver, le climat peut devenir glacial, et les minima peuvent atteindre les –30 °C. Les pluies augmentent d'ouest en est, comme dans toute la Patagonie, les nuages couvrant quasi constamment la cordillère des Andes. Les précipitations sous forme de neige peuvent survenir à n'importe quelle époque de l'année, et en été elles ne se limitent nullement aux hautes cimes, mais elles peuvent subitement atteindre la zone orientale des steppes. Les vents constants et dominants proviennent de l'ouest, ce qui les rend extrêmement froids, puisque refroidis par leur passage en altitude au dessus des Andes. Ils peuvent souffler à plus de 100 km/h.

## Hydrographie
Le parc s'étend sur deux bassins hydrographiques différents, le premier est tributaire du Pacifique et l'autre de l'Atlantique. Il comprend huit lacs principaux, en plus de nombreuses rivières et ruisseaux.
Du côté du versant pacifique, on trouve le lac Mogote, qui déverse ses eaux dans le lac Península, lequel à son tour est tributaire du lac Volcán.
Le versant atlantique du parc est celui du lac Burmeister (situé à 932 mètres d'altitude). Les ríos Punta Bandera et Blanco, via le río del Perdices, y déversent leurs eaux. A son tour, le lac Burmeister alimente, par l'intermediaire du río Roble, le grand lac Belgrano, lequel se déverse dans le río Chico. Ce dernier, après avoir traversé toute la Patagonie, du nord-ouest au sud-est, se jette dans l'estuaire du río Santa Cruz, qui finalement débouche dans l'Atlantique.
En outre, il existe sur le territoire du parc quantité de petits lacs (lagunes) et de ruisseaux souvent abondants.

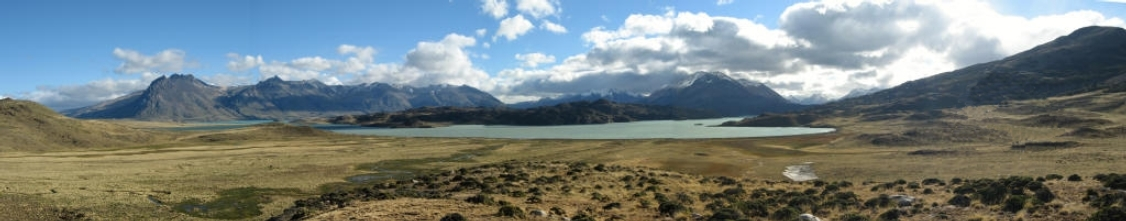
Photo panoramique prise dans le Parc national Perito Moreno

## Faune

### Mammifères
Parmi les 25 espèces de mammifères que le parc héberge, un seul est exotique. Le guigna ou kodkod ou chat du Chili (Oncifelis guigna), félin menacé a trouvé refuge ici. Parmi les canidés on trouve le petit renard gris d'Argentine (Lycalopex griseus).

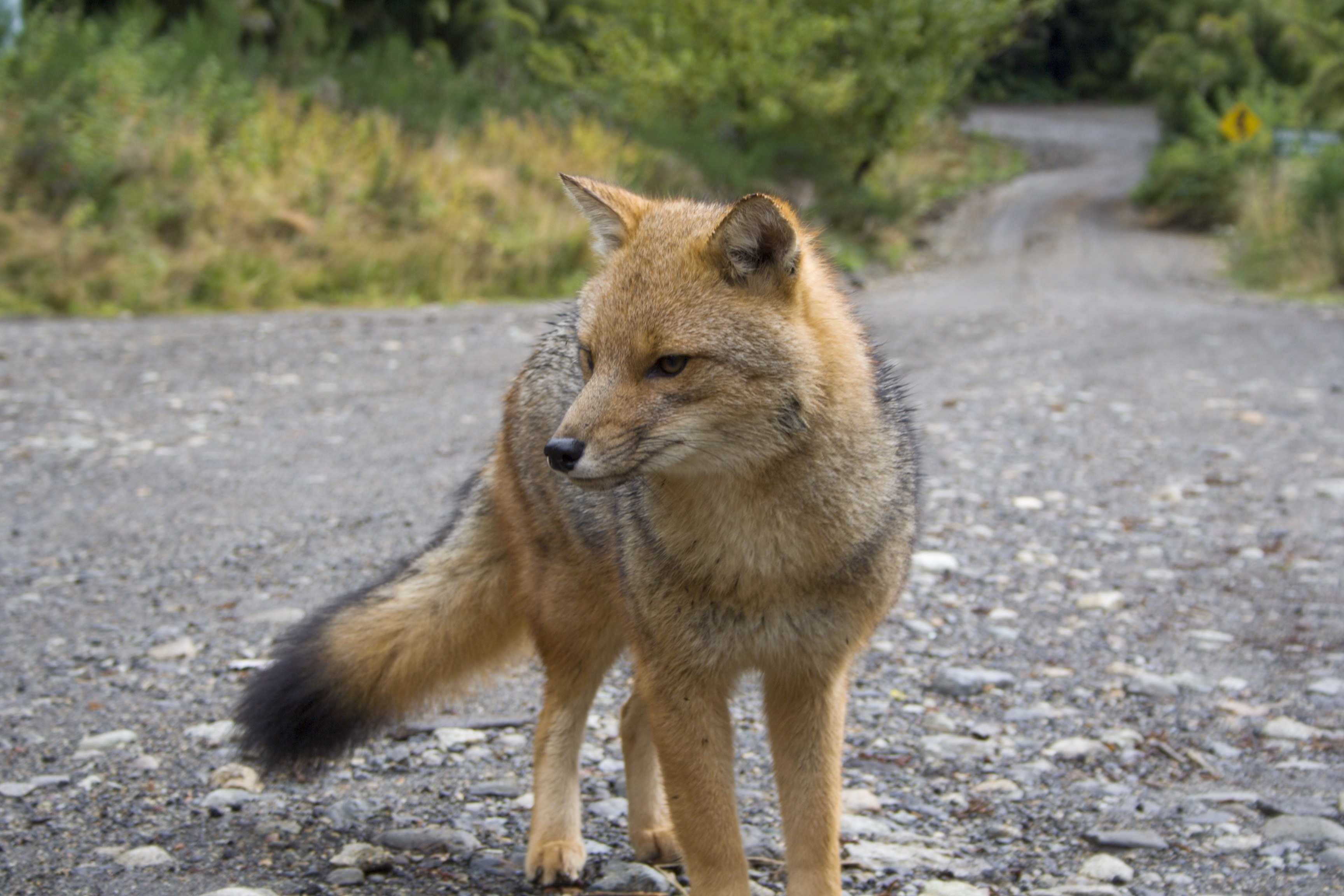
Renard de Magellan (Lycalopex culpaeus).
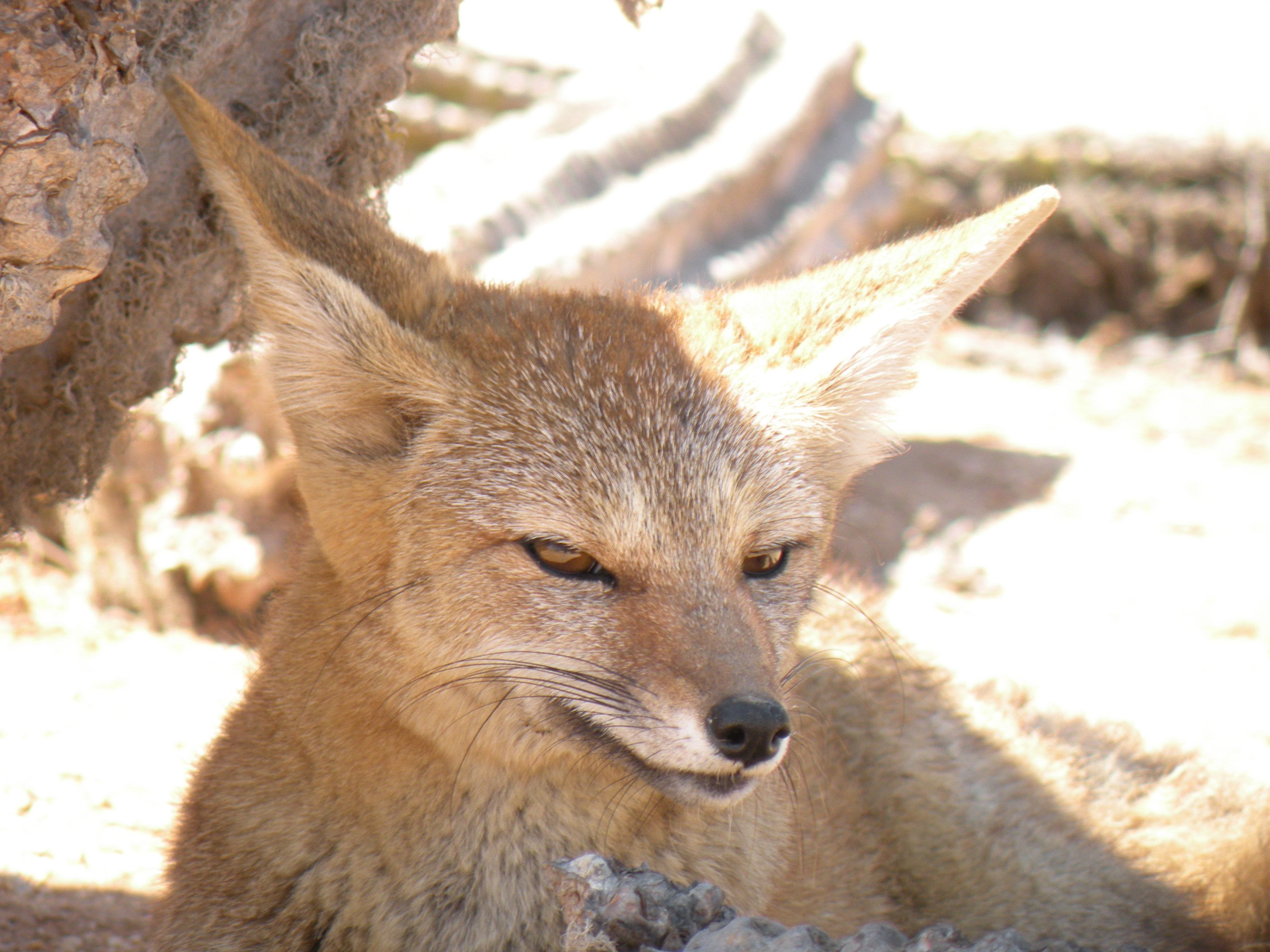
Renard gris d'Argentine (Lycalopex griseus). Il ne pèse guère plus de 3 kilos et, avec ses yeux en amandes, il ressemble beaucoup à un loup.
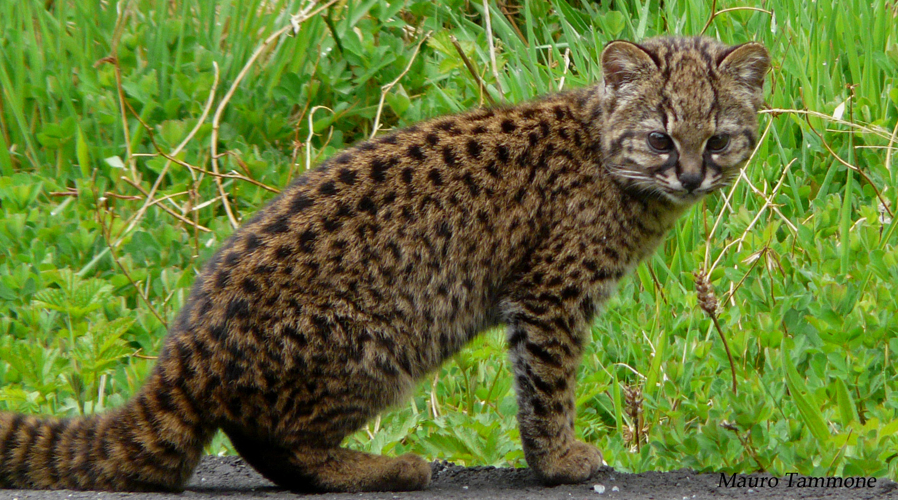
Kodkod ou guigna (Leopardus guigna).

Les guanacos abondent, et les groupes de ces tranquilles camélidés sont fréquents, spécialement dans la péninsule du lac Belgrano. Le prédateur le plus redouté de la région est le puma (Puma concolor). On trouve aussi le chat de Geoffroy (Leopardus geoffroyi), le renard de Magellan (Lycalopex culpaeus), le pichi ou tatou velu de Patagonie (Zaedyus pichiy), la belette de Patagonie (Lyncodon patagonicus), la moufette de Patagonie ou moufette à nez de cochon (Conepatus humboldtii), des tucu-tucu (du genre Ctenomys) dont le Ctenomys haigi, le huemul (Hippocamelus bisulcus), un cervidé autochtone très menacé qui en hiver descend dans les vallées en quête de nourriture, la viscache des sierras (Lagidium viscacia), également appelée chinchillón anaranjado. C'est une espèce exclusive de la province de Santa Cruz et des zones proches du Chili. On trouve en outre quelques exemplaires du gato pajero ou gato del pajonal (Leopardus pajeros), qui figure comme menacé sur les listes nationales

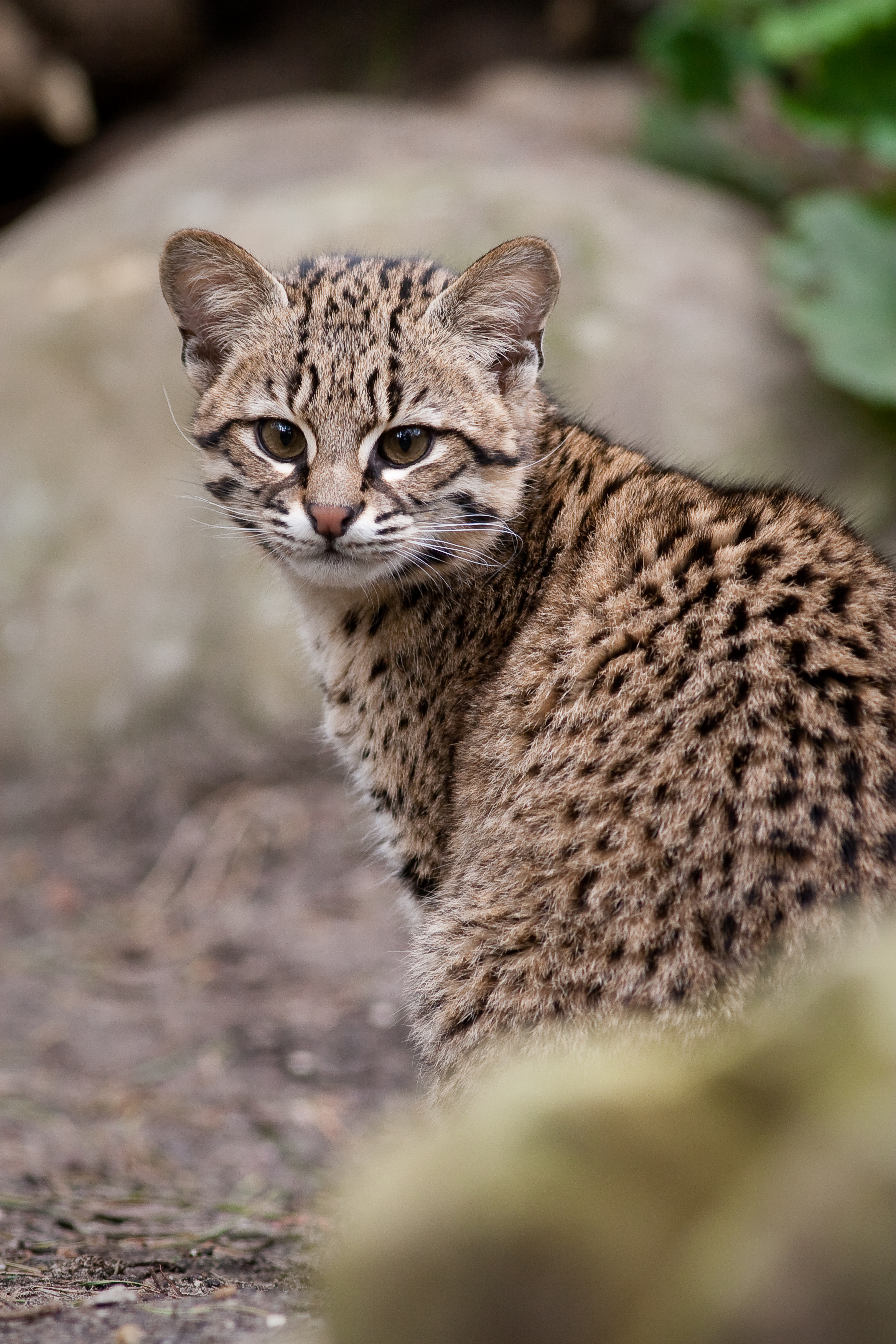
Chat de Geoffroy (Leopardus geoffroyi). Ici une femelle.
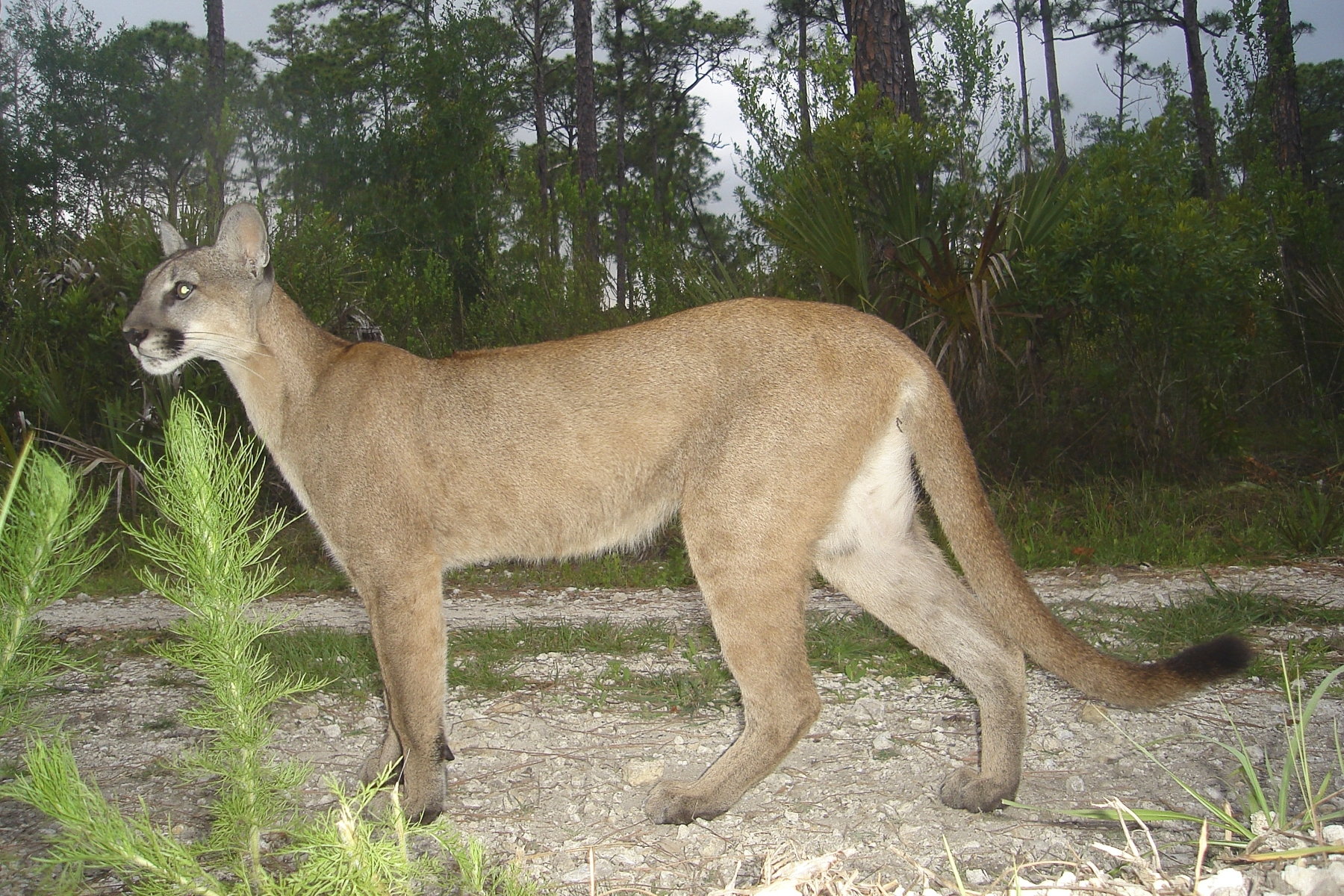
Un puma (Puma concolor).
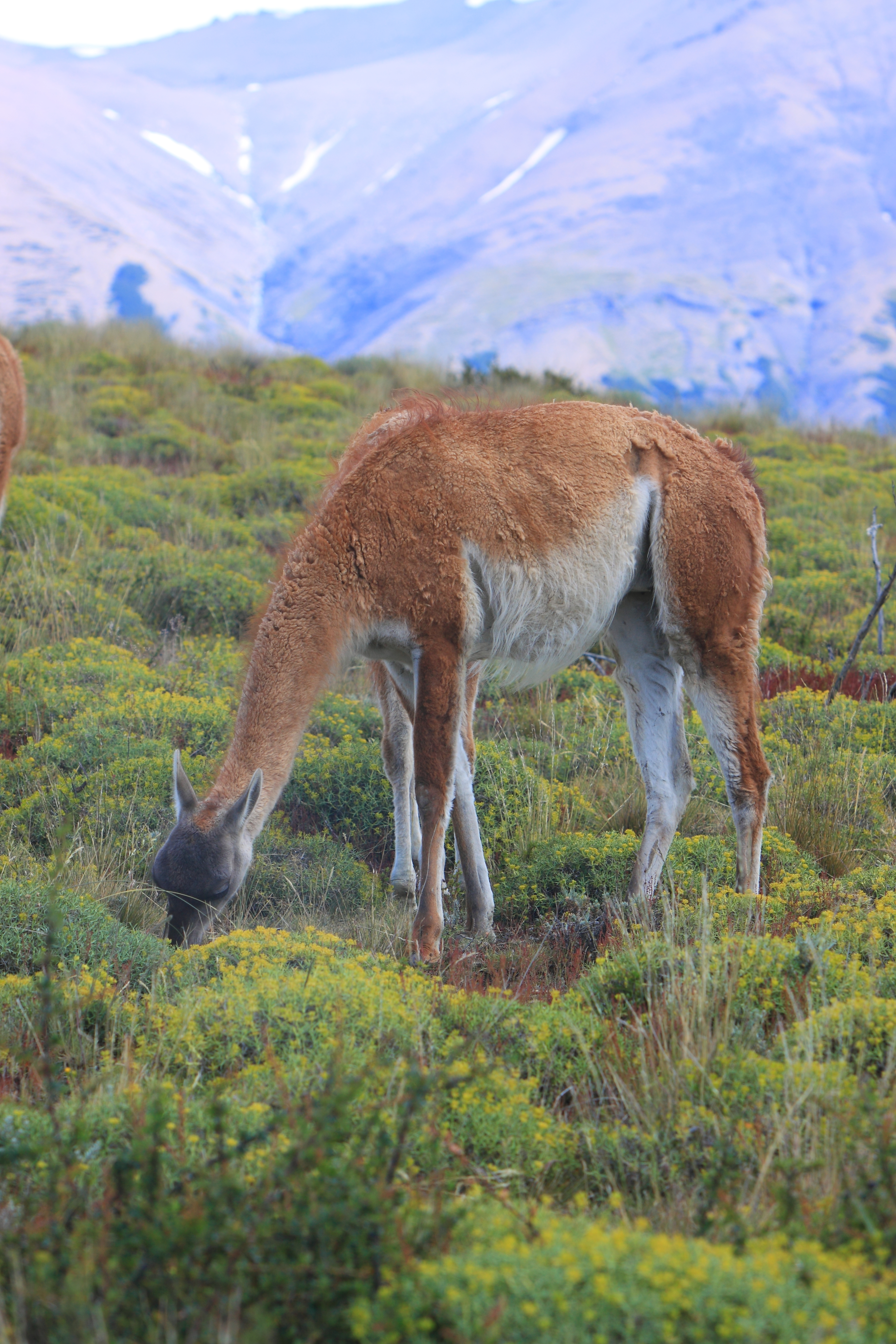
Le guanaco (Lama guanicoe) est un herbivore, il se nourrit d'herbes, feuilles d'arbustes et de diverses plantes.

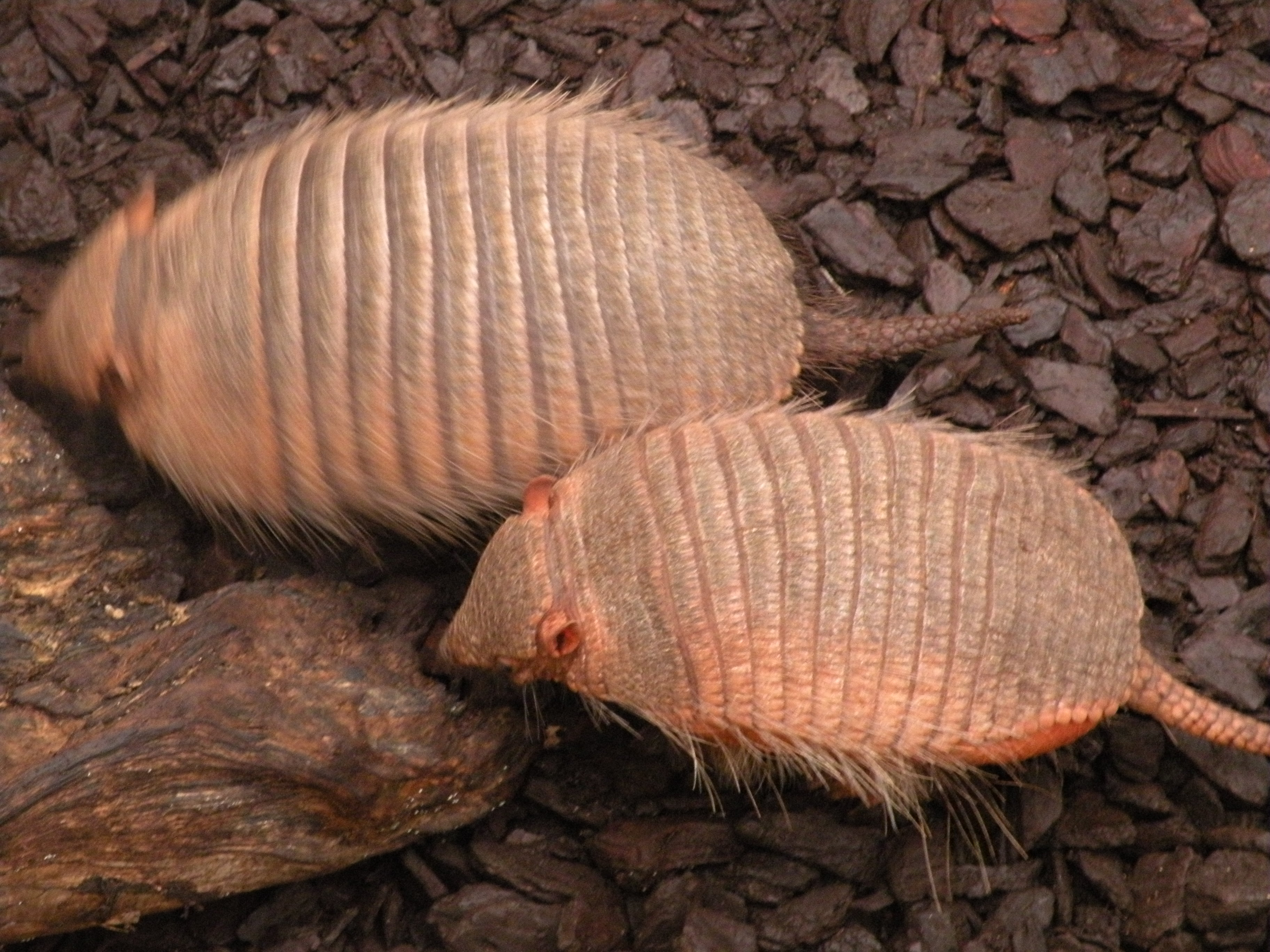
Pichis ou tatous velus de Patagonie (Zaedyus pichiy)
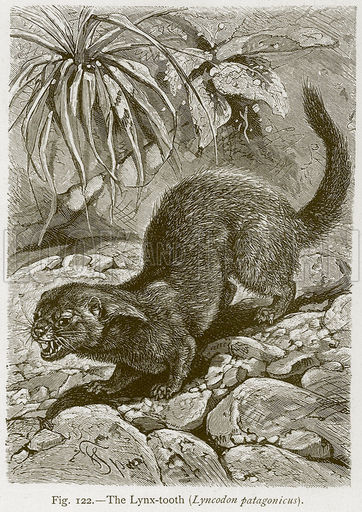
Dessin d'une belette de Patagonie (Lyncodon patagonicus)
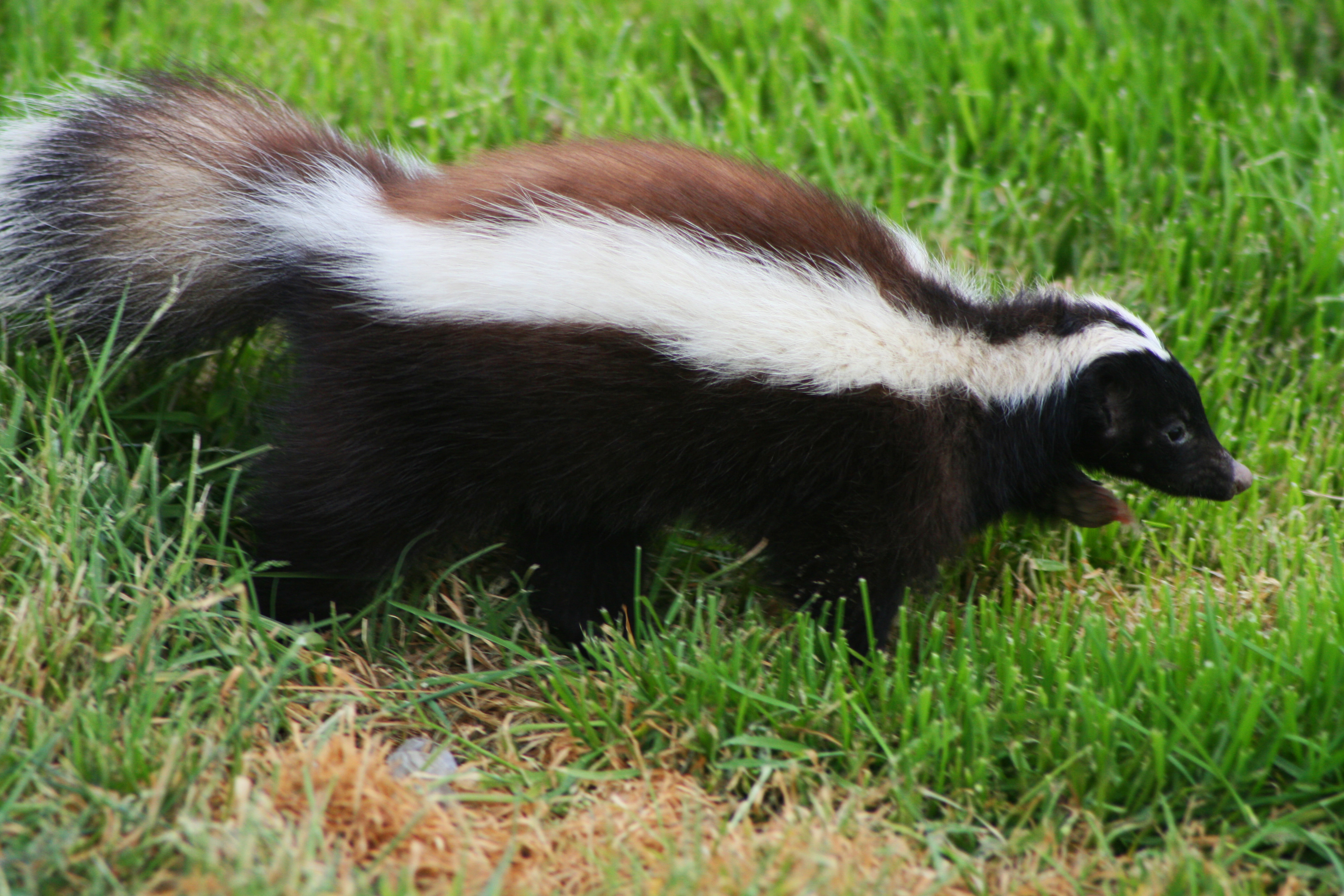
Moufette de Patagonie ou moufette à nez de cochon (Conepatus humboldtii)

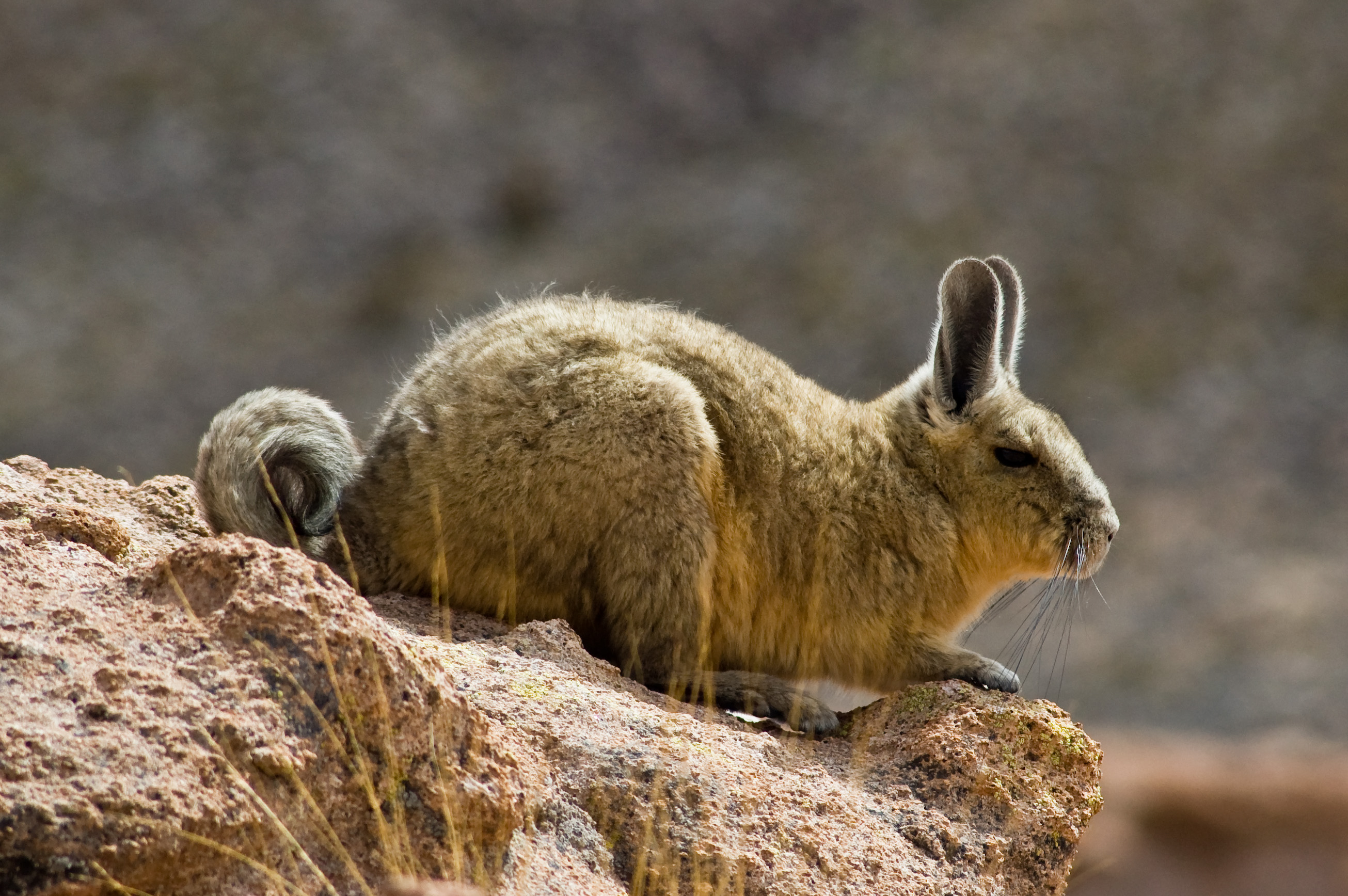
Viscache des montagnes (Lagidium viscacia).
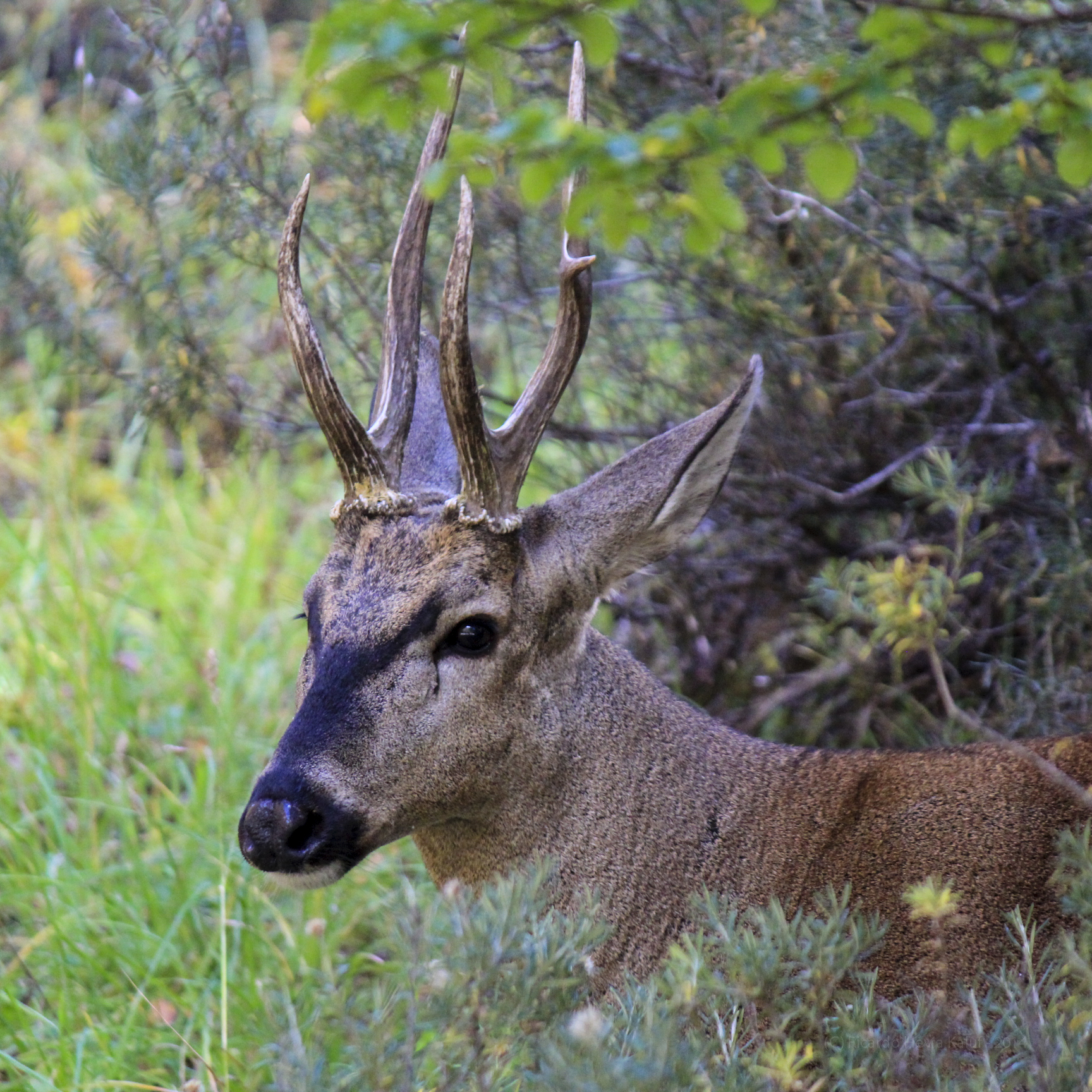
Tête de huemul mâle (Hippocamelus bisulcus).
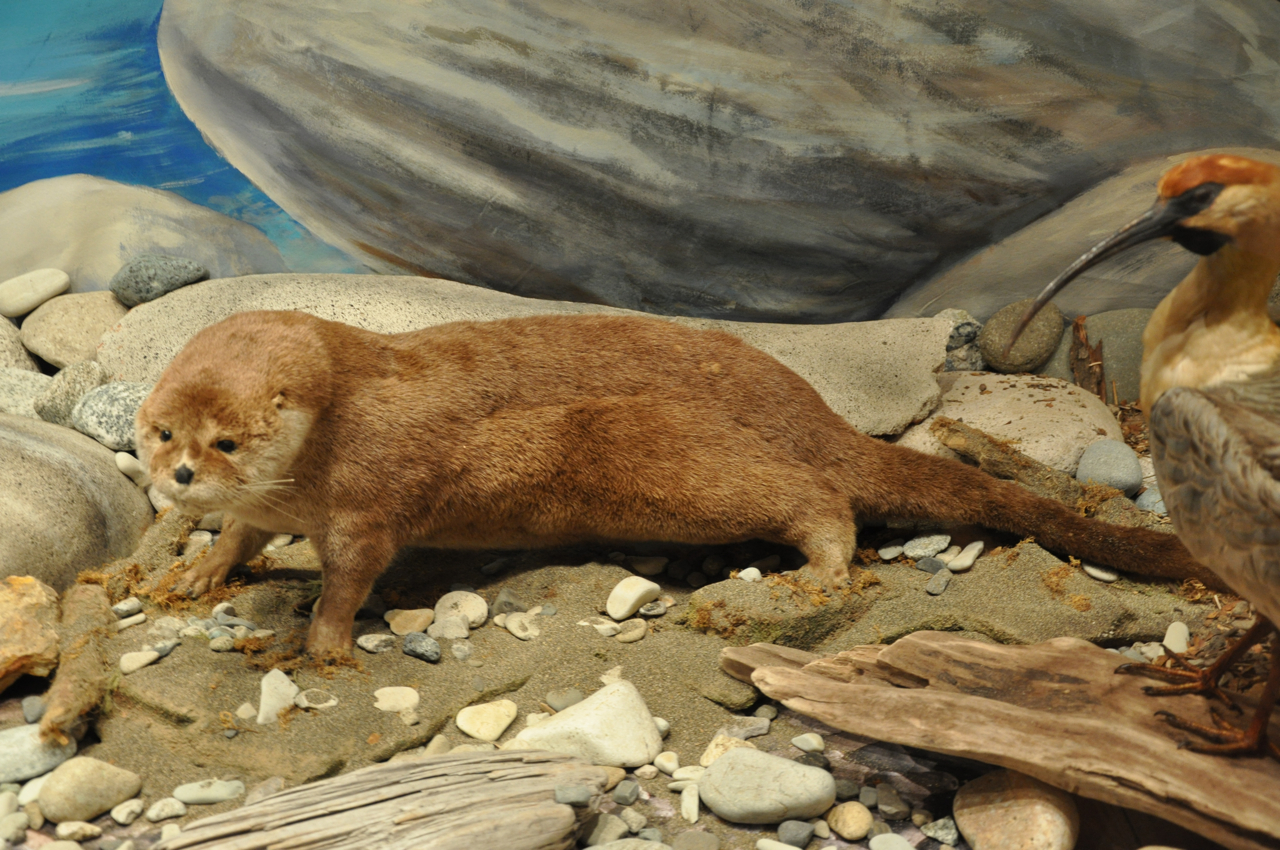
La loutre du Chili (Lontra provocax), appelée huillín en espagnol, vit dans les rivières des montagnes de la Patagonie argentino-chilienne.

### Oiseaux
Dans le parc, on a enregistré la présence de 115 espèces d'oiseaux, 5 d'entre elles nidifiant ici. Parmi elles se trouve le macá tobiano (Podiceps gallardoi), menacé d'extinction, oiseau aquatique protégé dans ce parc. Également menacé, mais protégé aussi dans d'autres parcs de Patagonie, le faucon pèlerin (Falco peregrinus) s'aperçoit parfois survolant la zone.
Au haut des cimes andines, on peut voir des condors (Vultur gryphus) en grand nombre, certains aigles, comme la buse aguia (Geranoaetus melanoleucus), et des bandes de diucas leucoptères (Diuca speculifera). Dans les lagunes les flamants austraux ou du Chili sont fréquents (Phoenicopterus chilensis), ainsi que les outardes et différentes espèces de canards (Anas spp.) comme le brassemer de Patagonie (Tachyeres patachonicus) la nette demi-deuil (Netta peposaca), le grand Grèbe (Podiceps major), etc. Présents aussi le cygne à cou noir (Cygnus melancoryphus) et le cygne coscoroba (Coscoroba coscoroba).

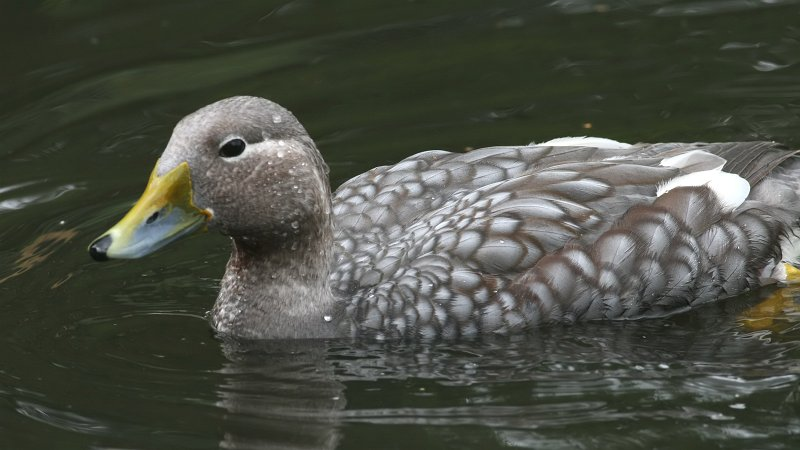
Brassemer de Patagonie (Tachyeres patachonicus)
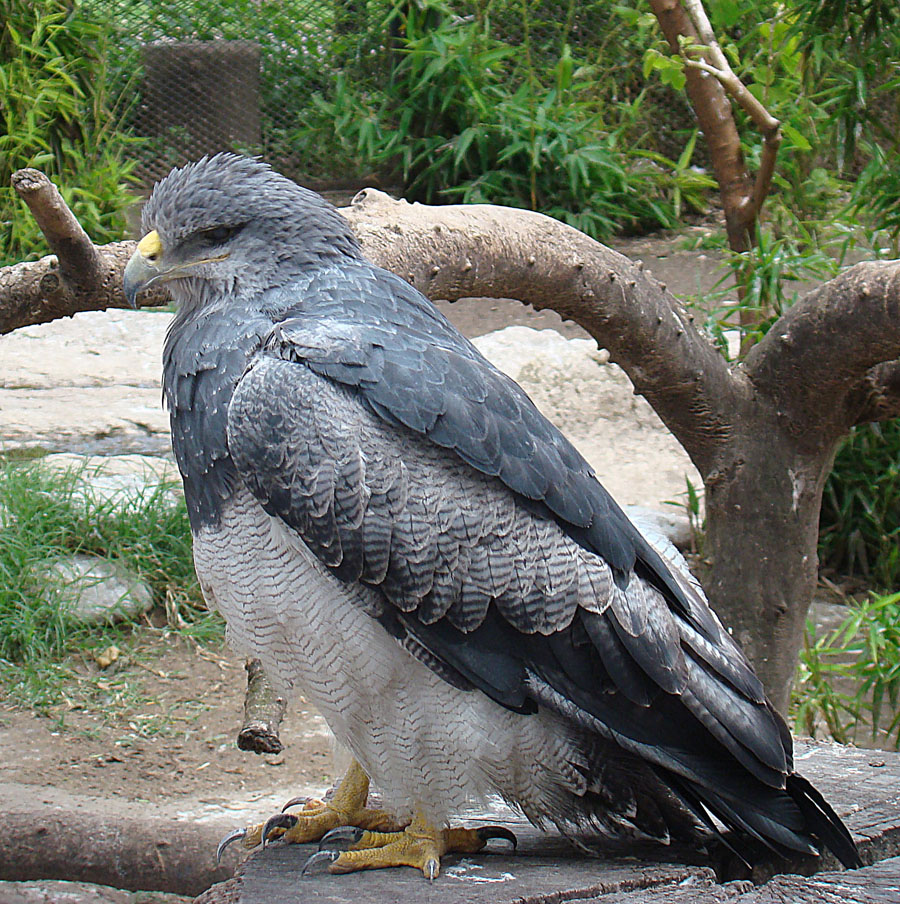
Buse Aguia (Geranoaetus melanoleucus)
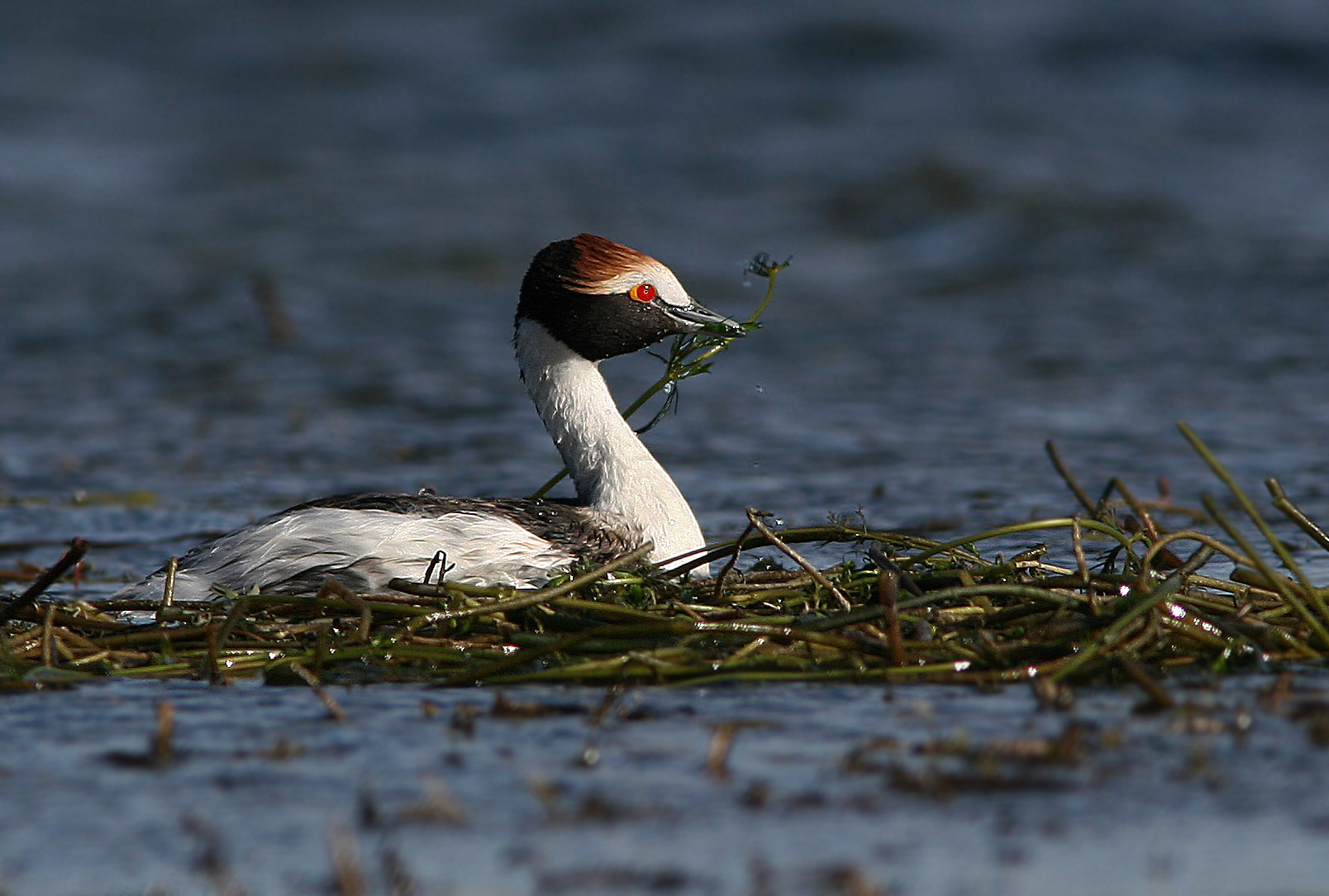
Grèbe mitré (Macá tobiano) ou Podiceps gallardoi, espèce en danger d'extinction.

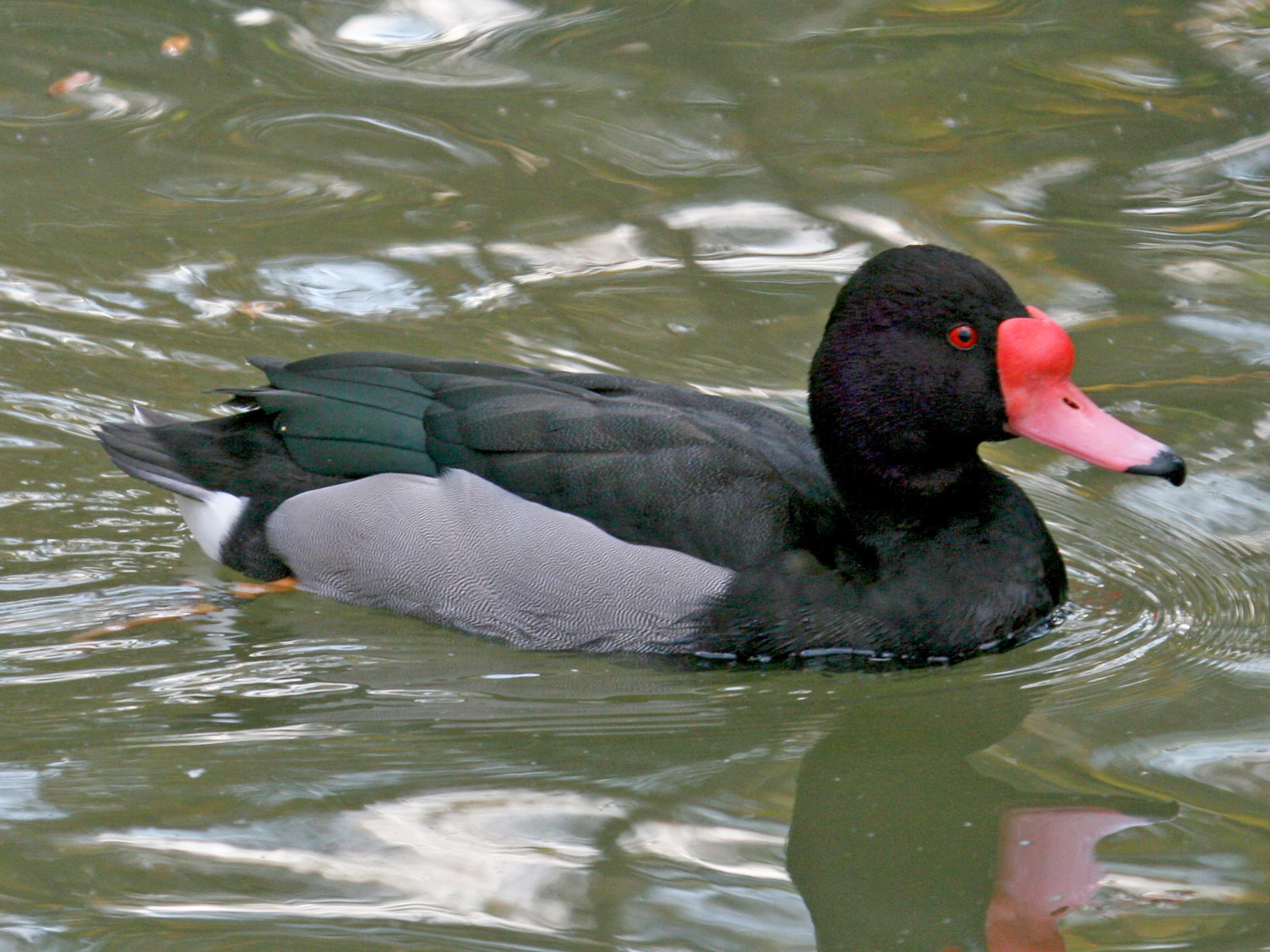
Nette demi-deuil (Netta peposaca)
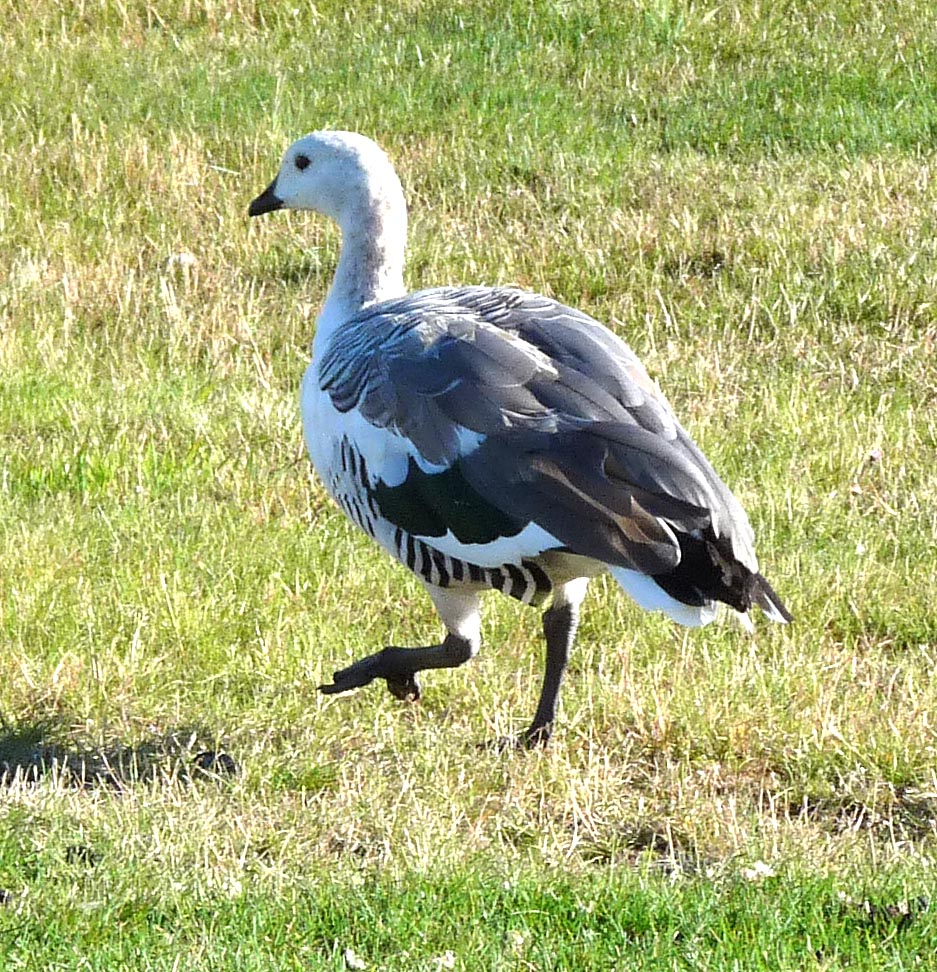
Ouette de Magellan (Chloephaga picta)
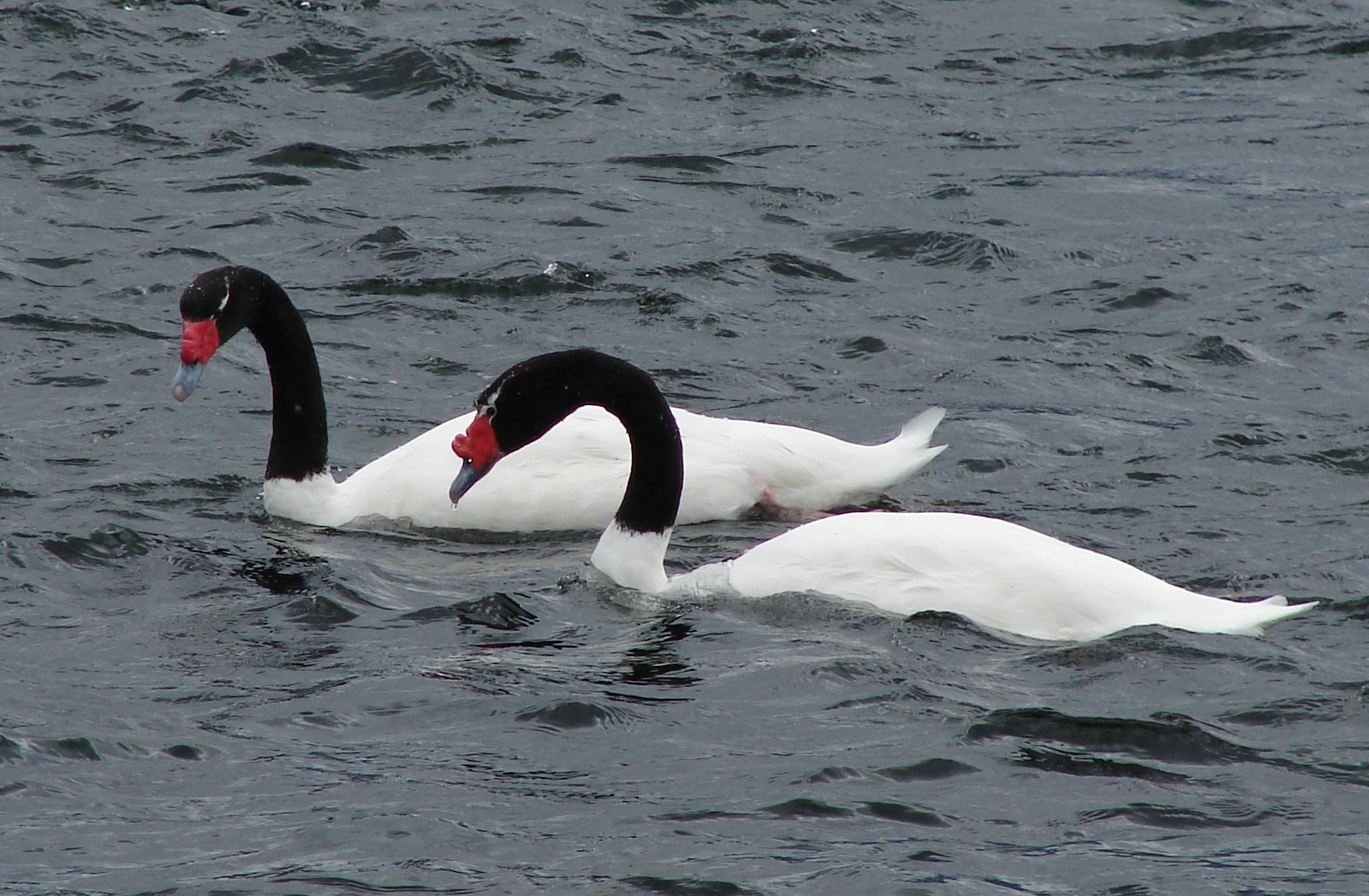
Cygne à cou noir (Cygnus melancoryphus)

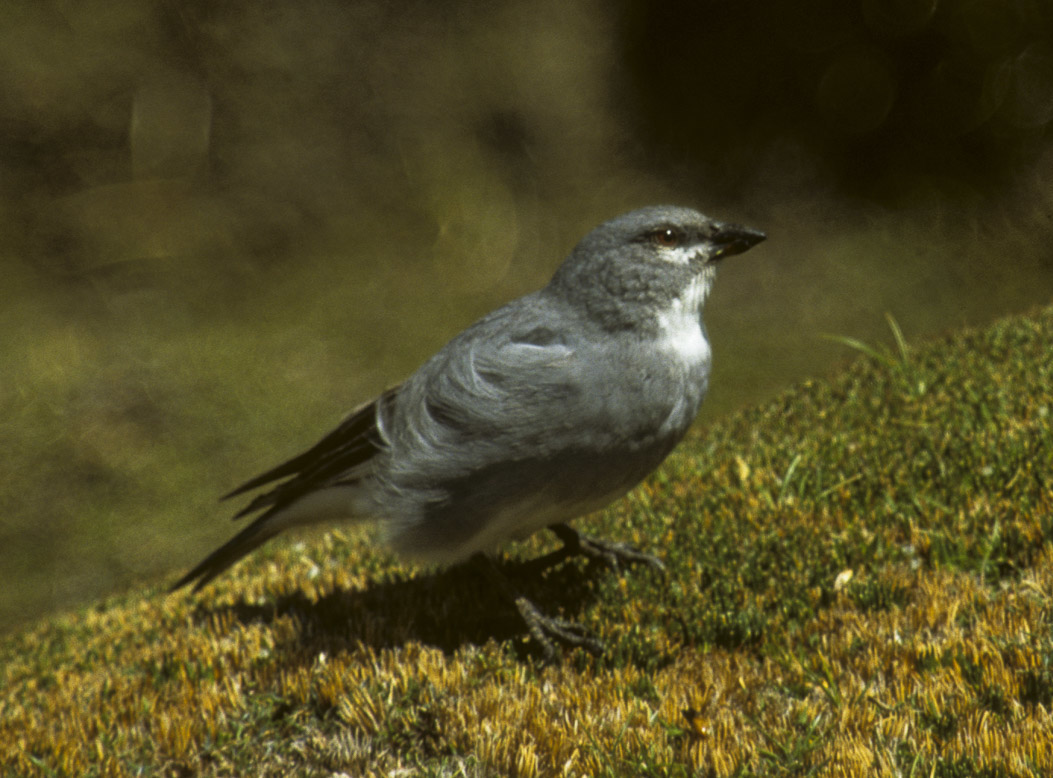
Diuca leucoptère (Diuca speculifera)
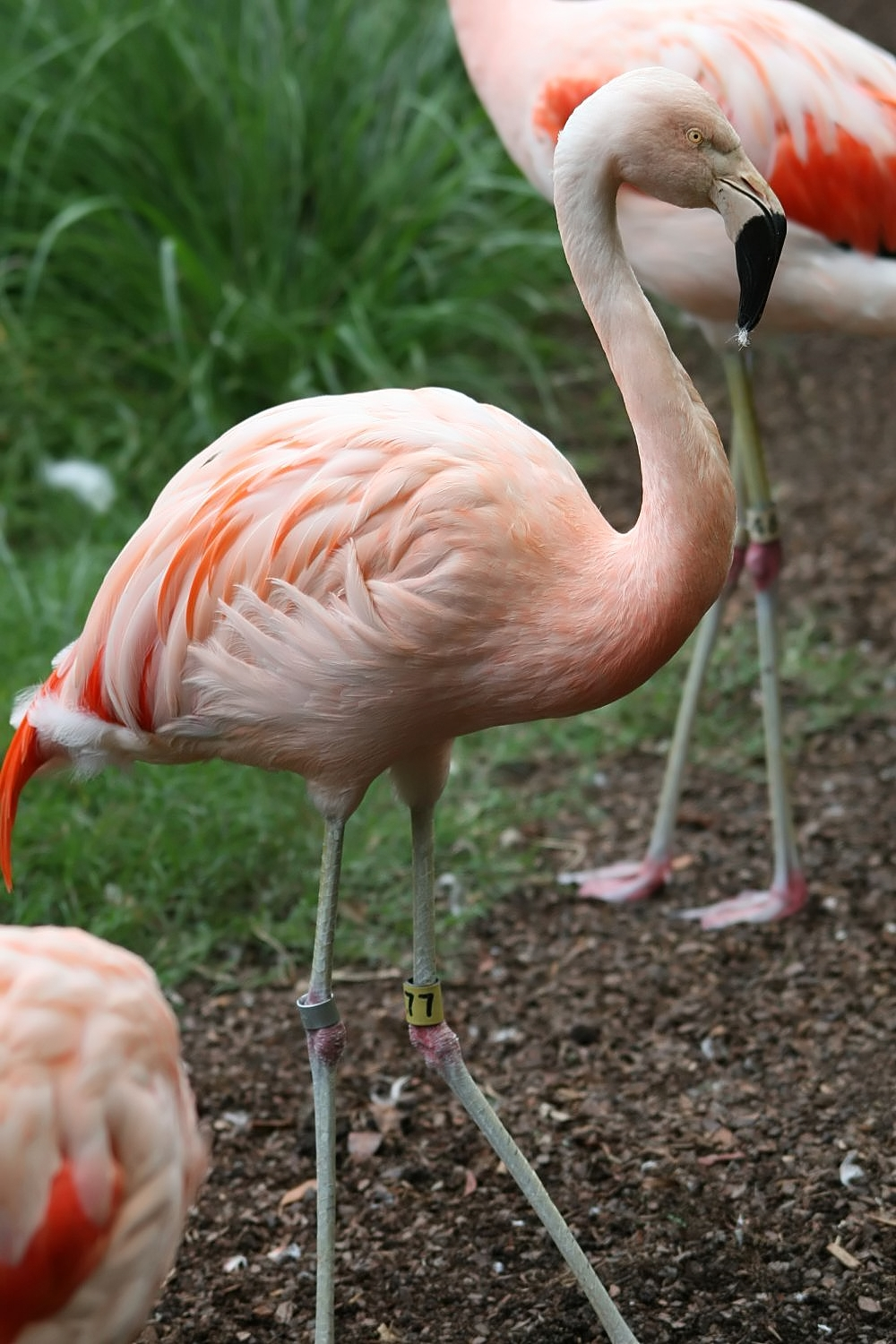
Flamants du Chili (Phoenicopterus chilensis)
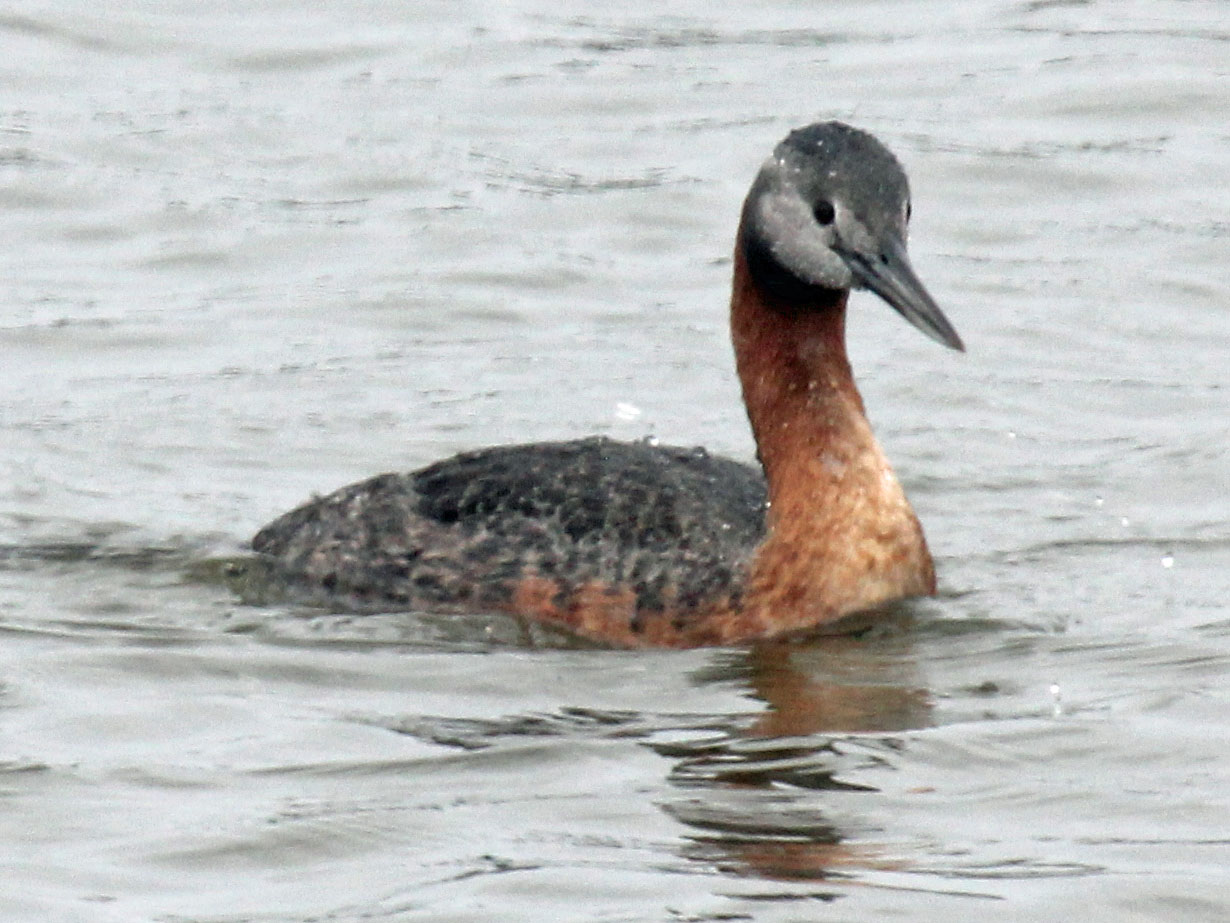
Grand Grèbe (Podiceps major)

On trouve en outre dans le parc et la région environnante, des exemplaires de l'attagis de Gay (Attagis gayi), du thinocore de d'Orbigny (Thinocorus orbignyianus), de la colombe à ailes noires (Metriopelia melanoptera), du conure magellaniquee (Enicognathus ferrugineus), du colibri à flancs blancs (Oreotrochilus leucopleurus), du pic bûcheron (Picoides lignarius), du pic de Magellan (Campephilus magellanicus), de la géositte à ailes rousses (Geositta rufipennis), de l'upucerthie des buissons (Upucerthia dumetaria), du cinclode brun (Cinclodes fuscus), du cinclode d'Oustalet (Cinclodes oustaleti), du synallaxe rayadito (Aphrastura spinicauda), du synallaxe des rocailles (Asthenes modesta), du mérulaxe des Andes (Scytalopus magellanicus), de la picotelle à gorge blanche (Pygarrhichas albogularis), du tourco huet-huet (Pteroptochos tarnii), de l'Élénie à cimier blanc (Elaenia albiceps), du dormilon à sourcils blancs (Muscisaxicola albilora), du rara à queue rousse (Phytotoma rara), du Phrygile à tête grise (Phrygilus gayi), du phrygile petit-deuil (Phrygilus fruticeti), du phrygile gris-de-plomb (Phrygilus unicolor), du nandou de Darwin (Rhea pennata), de l'ouette de Magellan (Chloephaga picta), de l'ouette à tête grise (Chloephaga poliocephala), du busard bariolé (Circus cinereus), du caracara à gorge blanche (Phalcoboenus albogularis), de l'attagis de Magellan (Attagis malouinus), du thinocore de Patagonie (Thinocorus rumicivorus), de la géositte à bec court (Geositta antarctica), de la géositte mineuse (Geositta cunicularia), du synallaxe austral (Asthenes anthoides), du pépoaza à ventre rougeâtre (Neoxolmis rufiventris), du dormilon à ventre roux (Muscisaxicola capistratus), du dormilon à nuque jaune (Muscisaxicola flavinucha), du dormilon bistré (Muscisaxicola maclovianus) et du sicale de Patagonie (Sicalis lebruni).

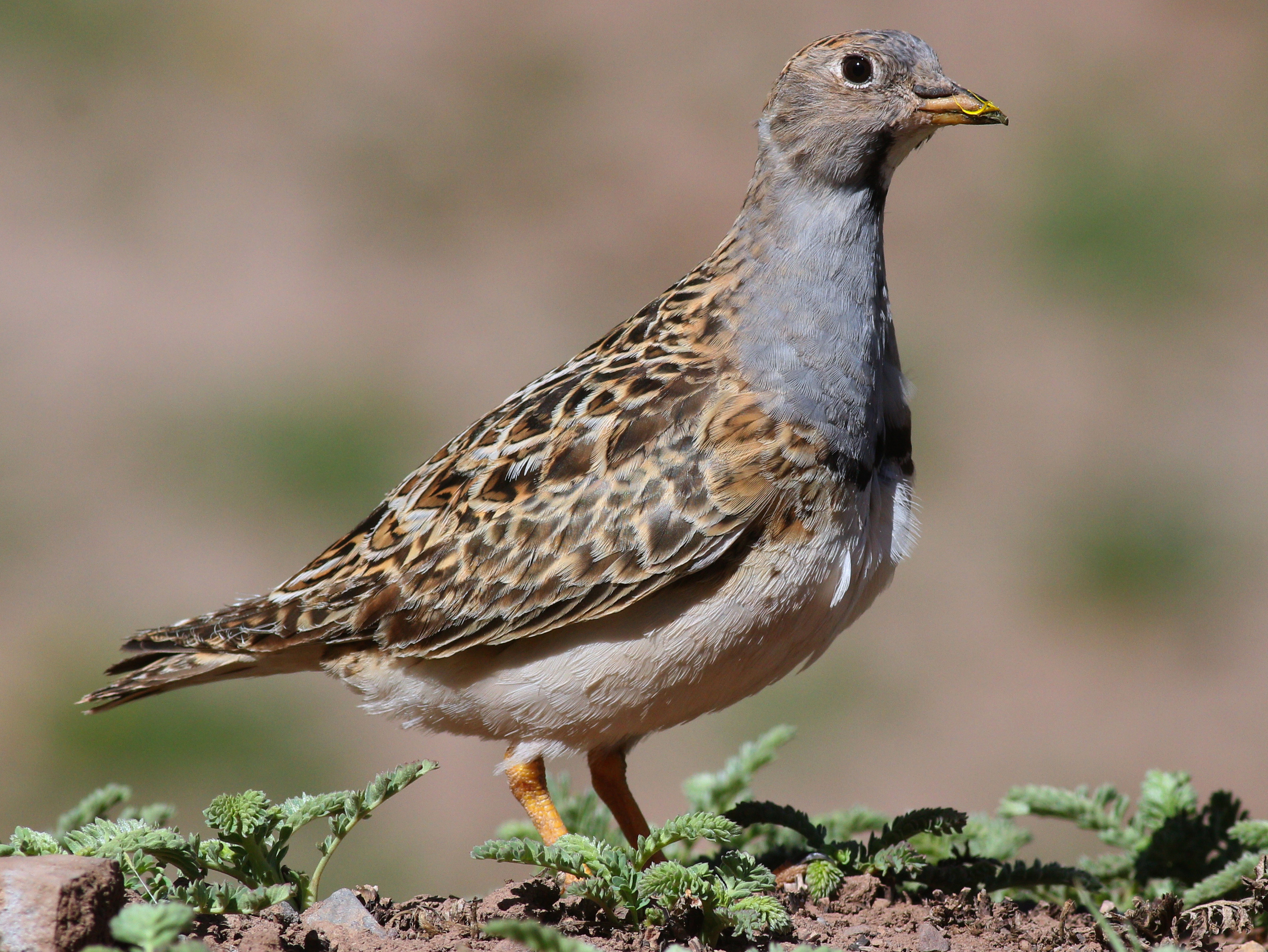
Thinocore de d'Orbigny (Thinocorus orbignyianus)
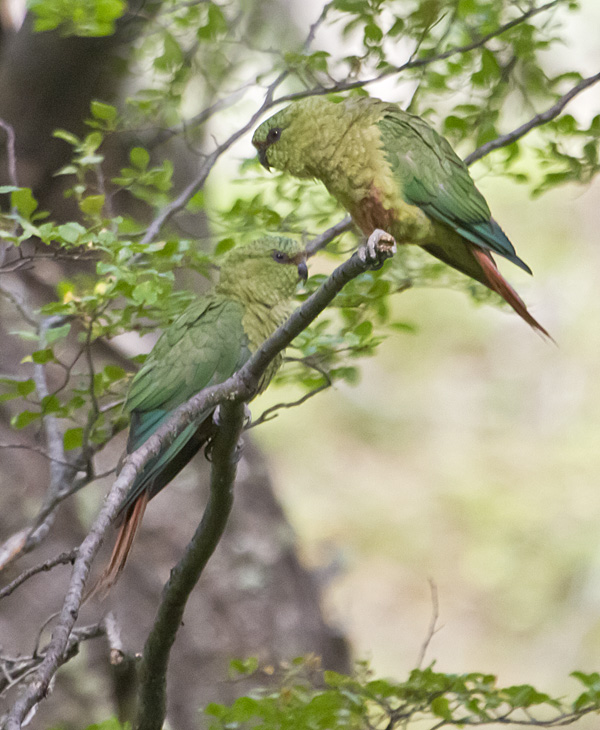
Conure magellaniquee (Enicognathus ferrugineus)
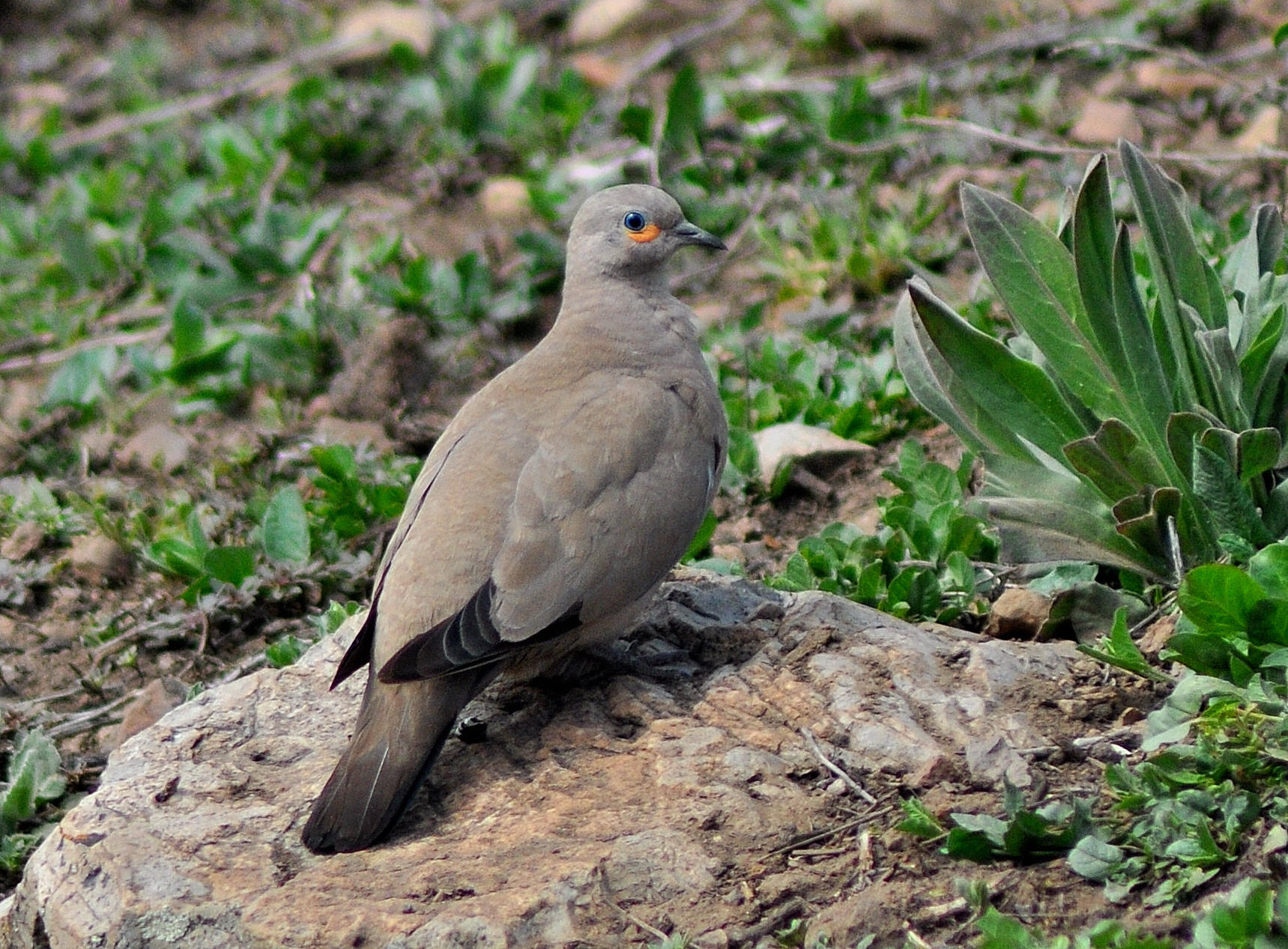
Colombe à ailes noires (Metriopelia melanoptera)

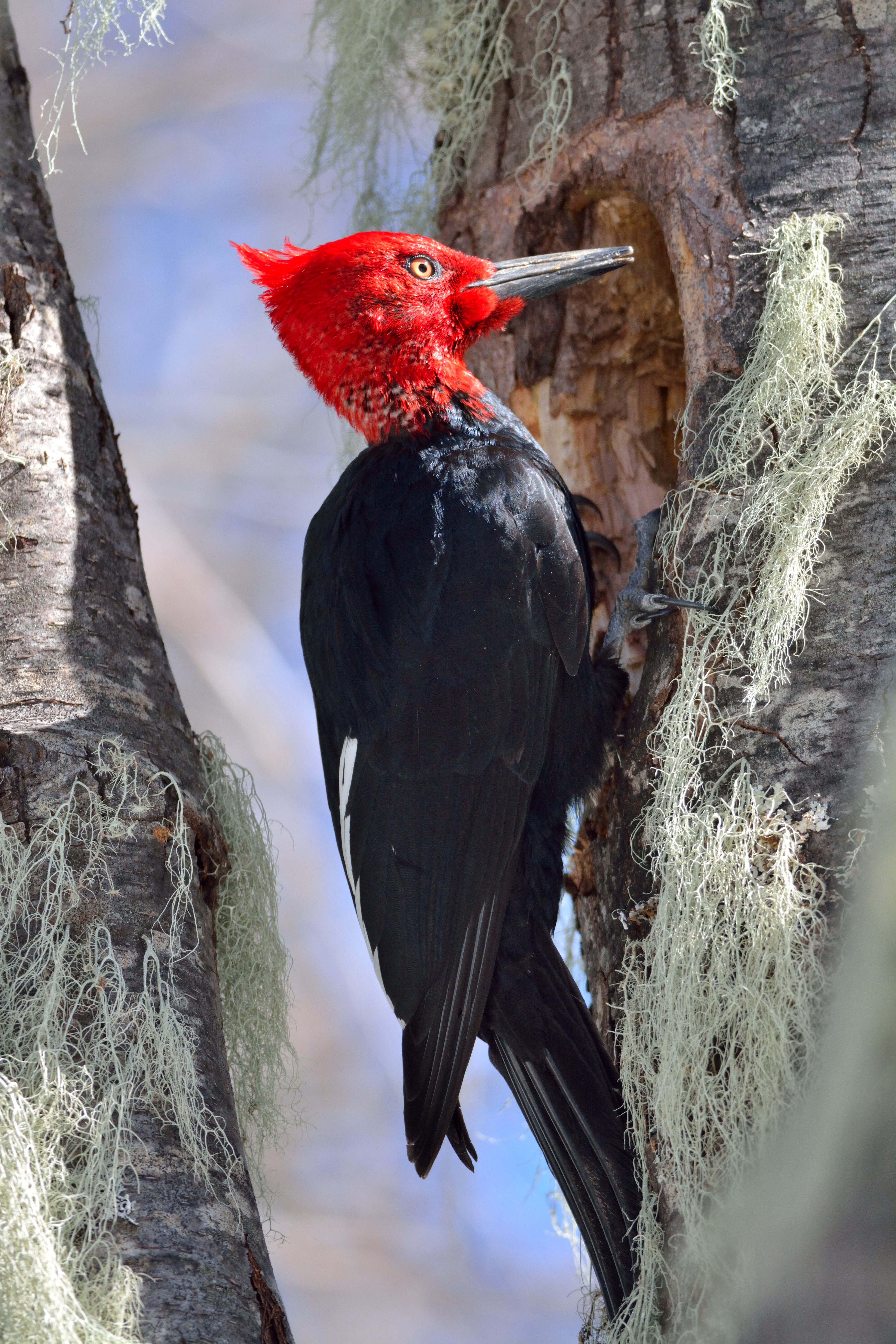
Pic de Magellan (Campephilus magellanicus)
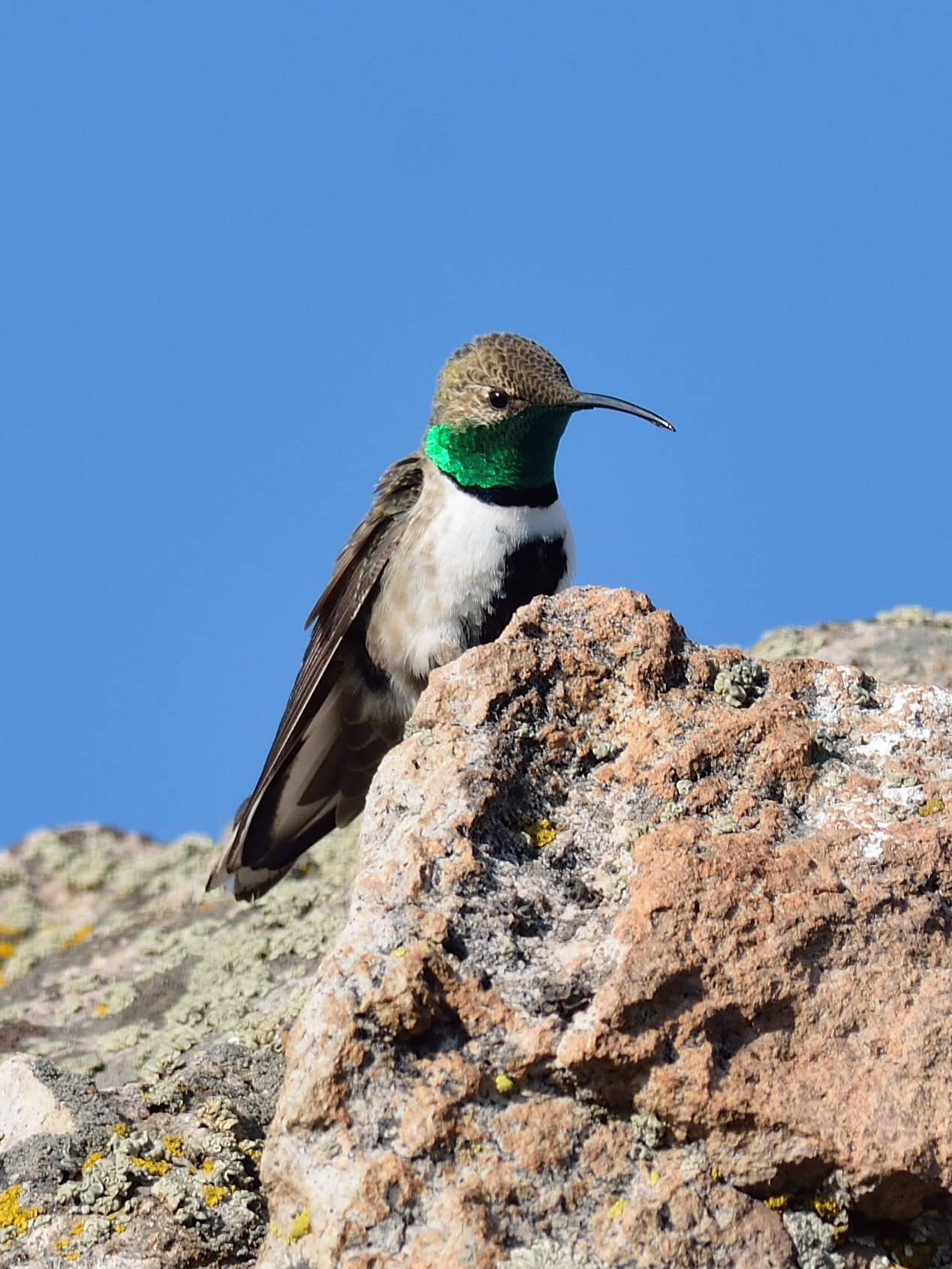
Colibri à flancs blancs (Oreotrochilus leucopleurus)
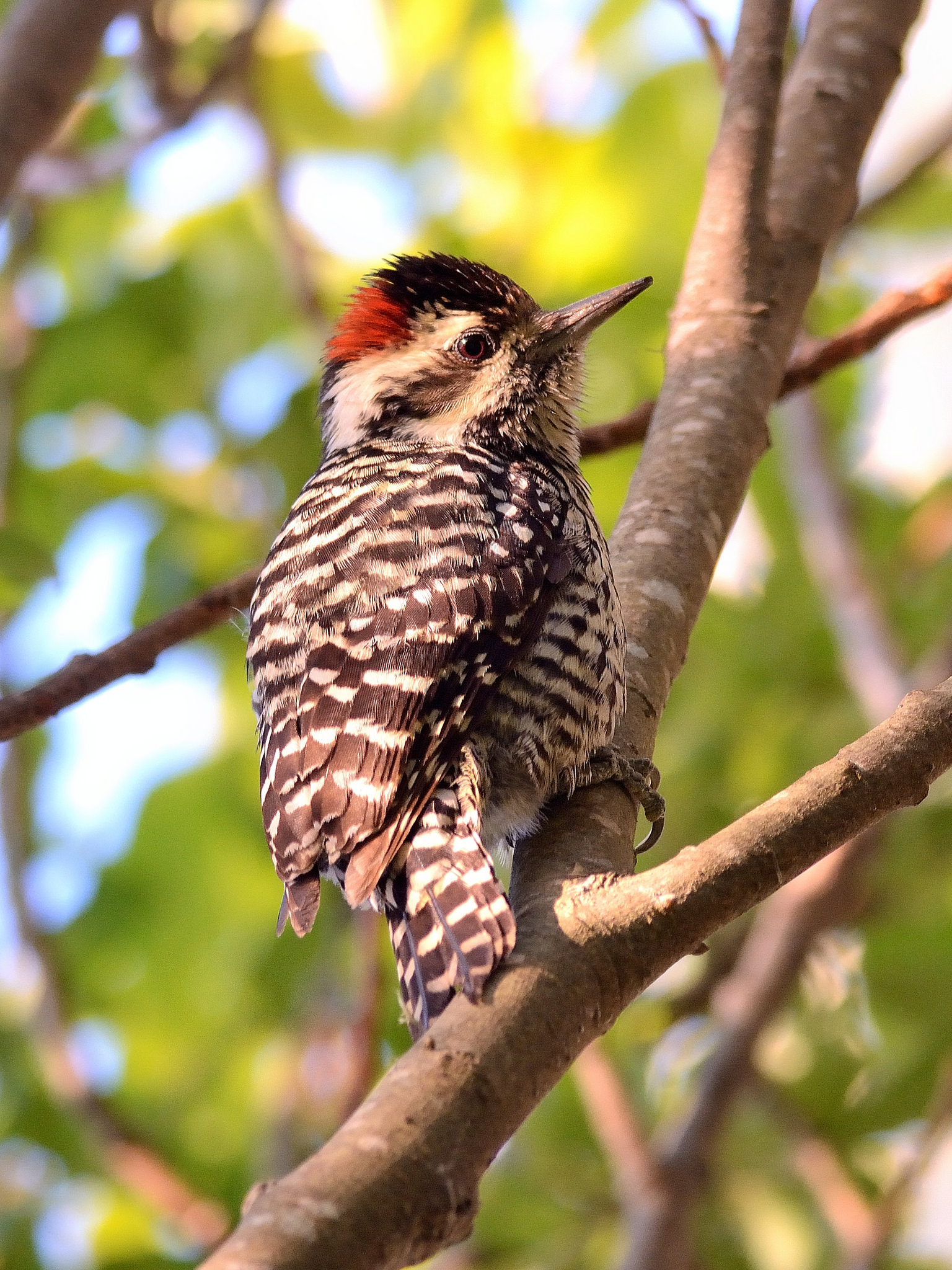
Pic bûcheron (Picoides lignarius)

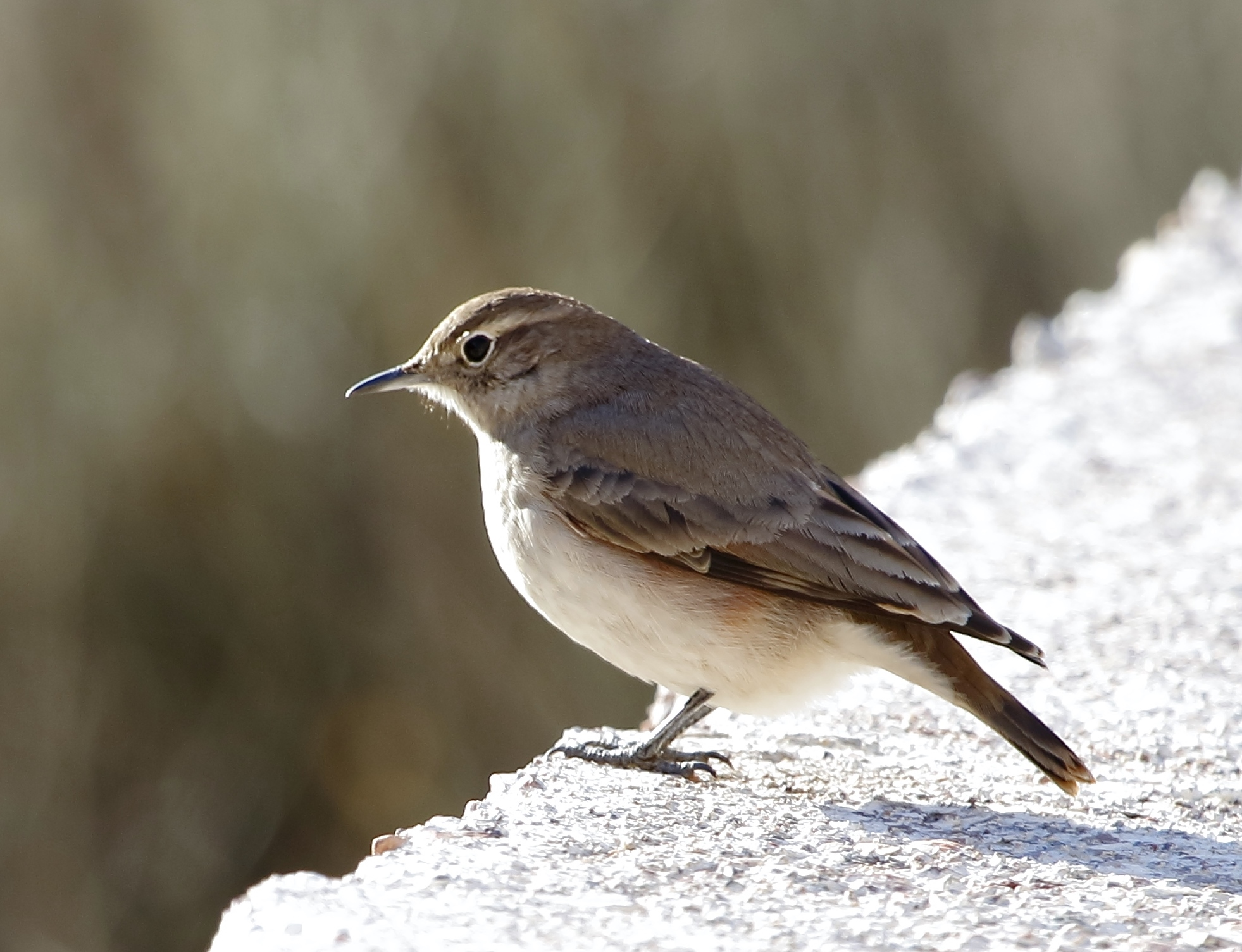
Géositte à ailes rousses (Geositta rufipennis)
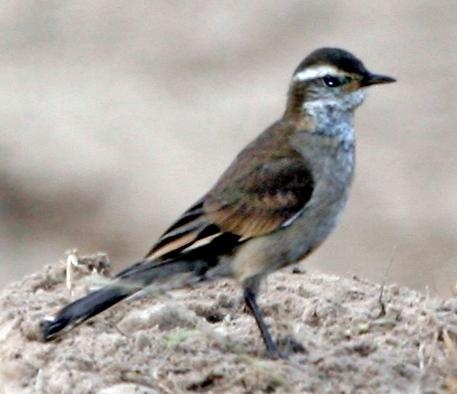
Cinclode brun (Cinclodes fuscus)
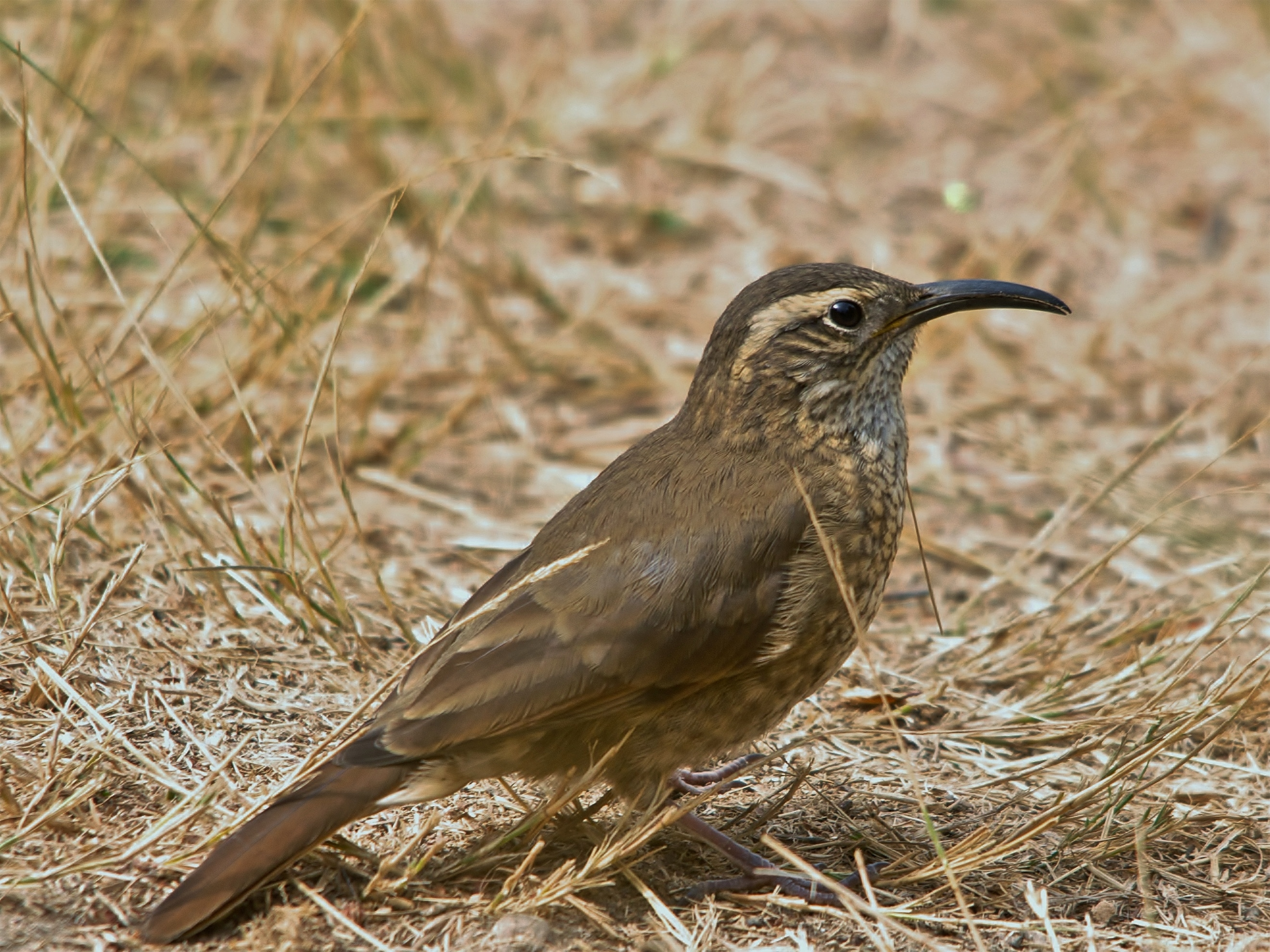
Upucerthie des buissons (Upucerthia dumetaria)

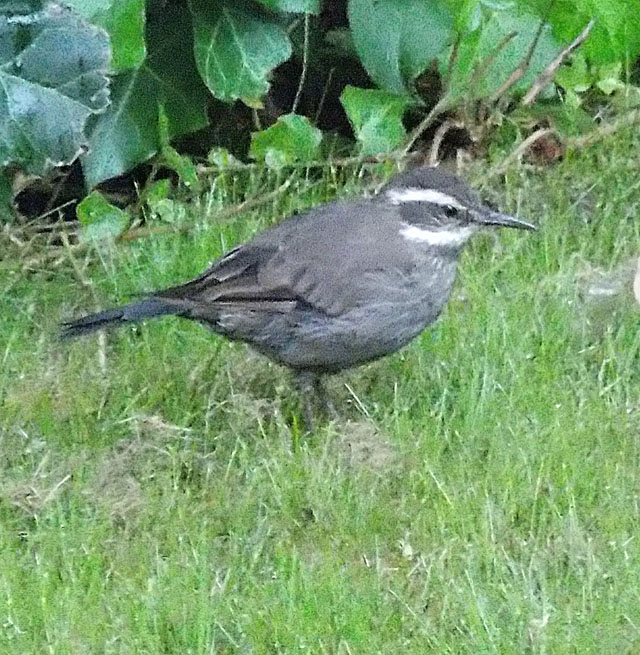
Cinclode d'Oustalet (Cinclodes oustaleti)
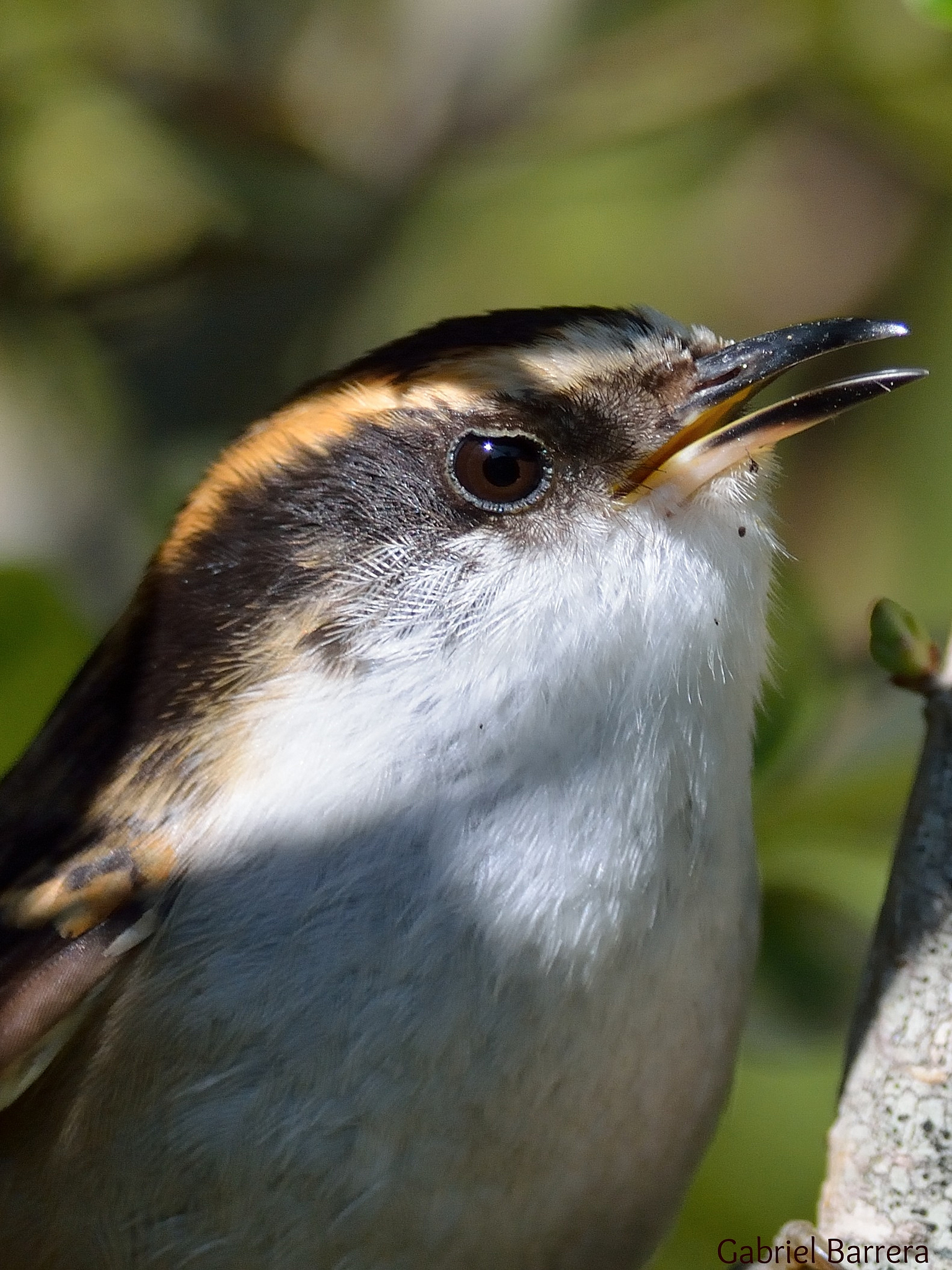
Gros plan sur le synallaxe rayadito (Aphrastura spinicauda)
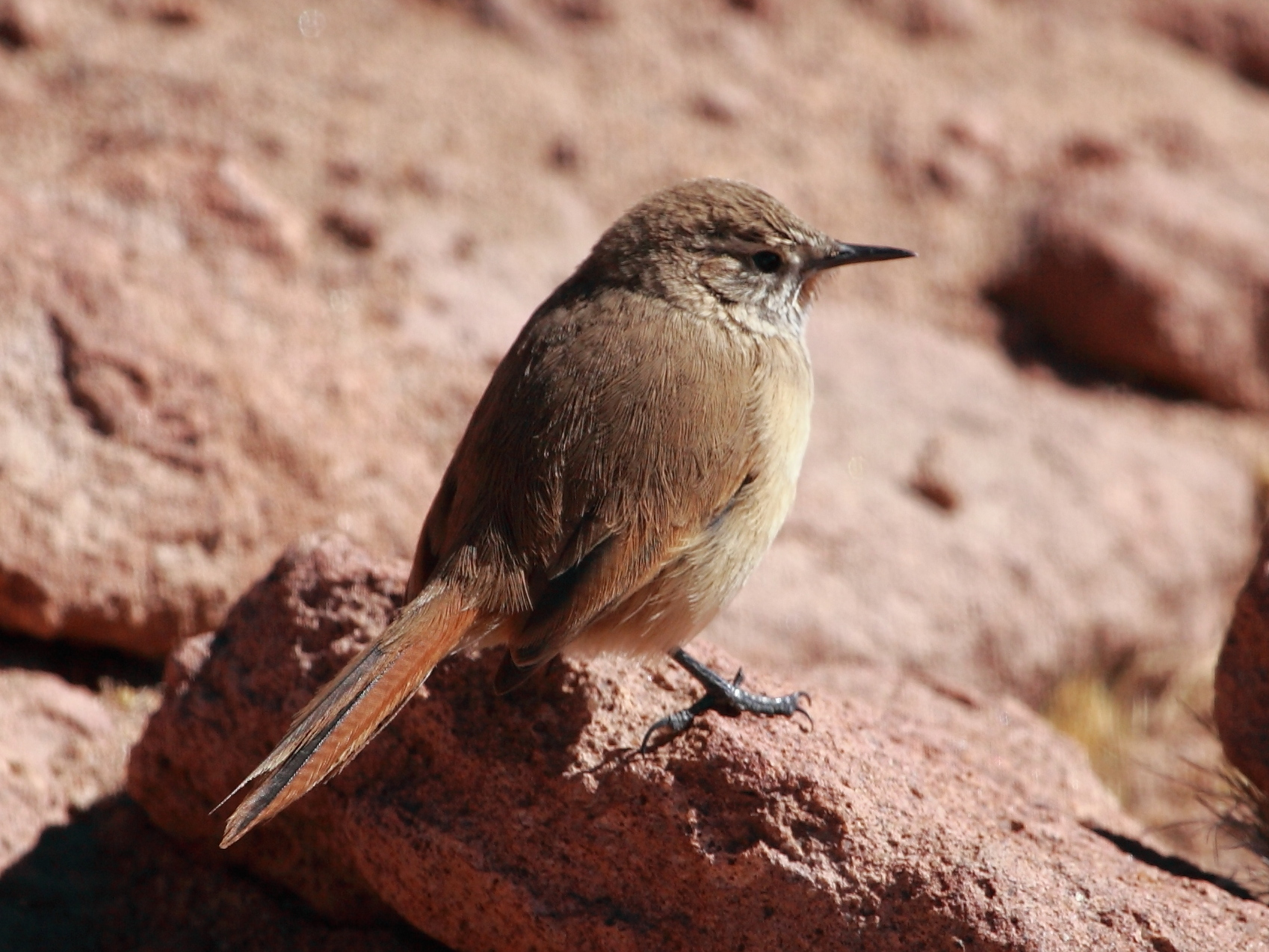
Synallaxe des rocailles (Asthenes modesta)

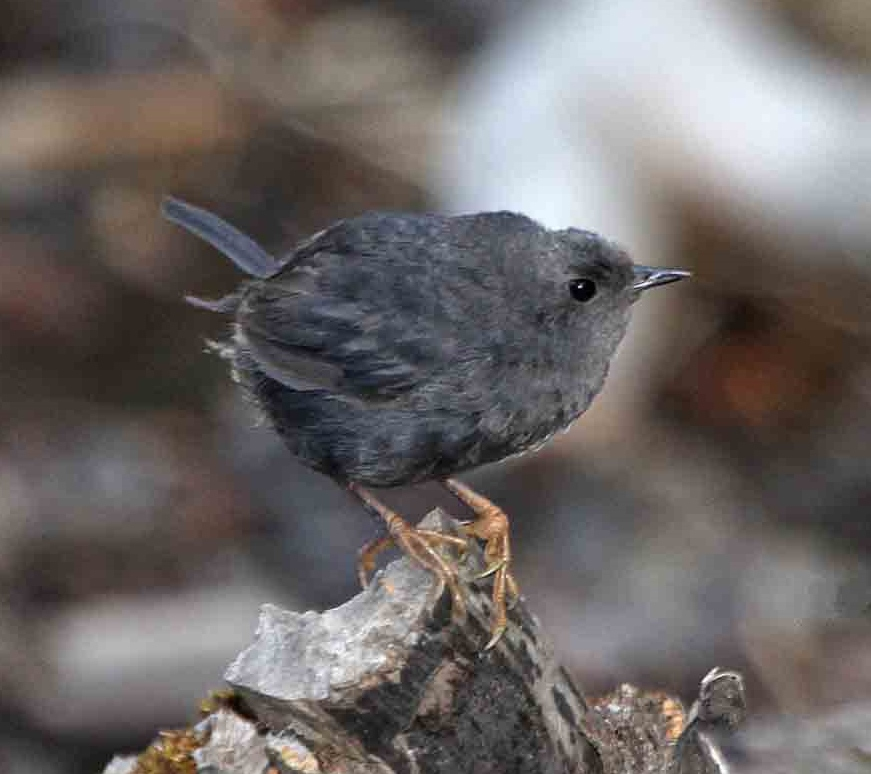
Mérulaxe des Andes (Scytalopus magellanicus)
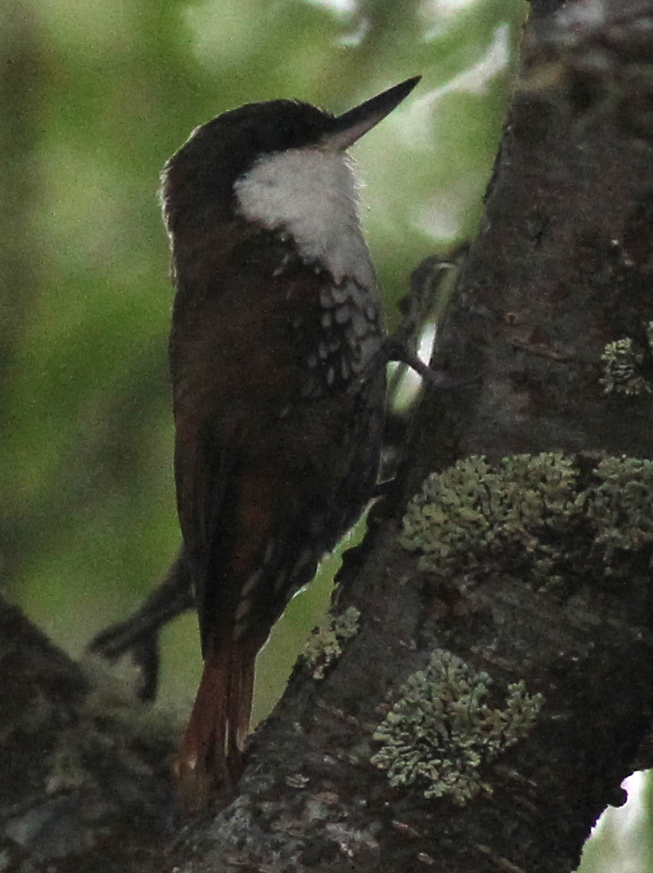
Picotelle à gorge blanche (Pygarrhichas albogularis)
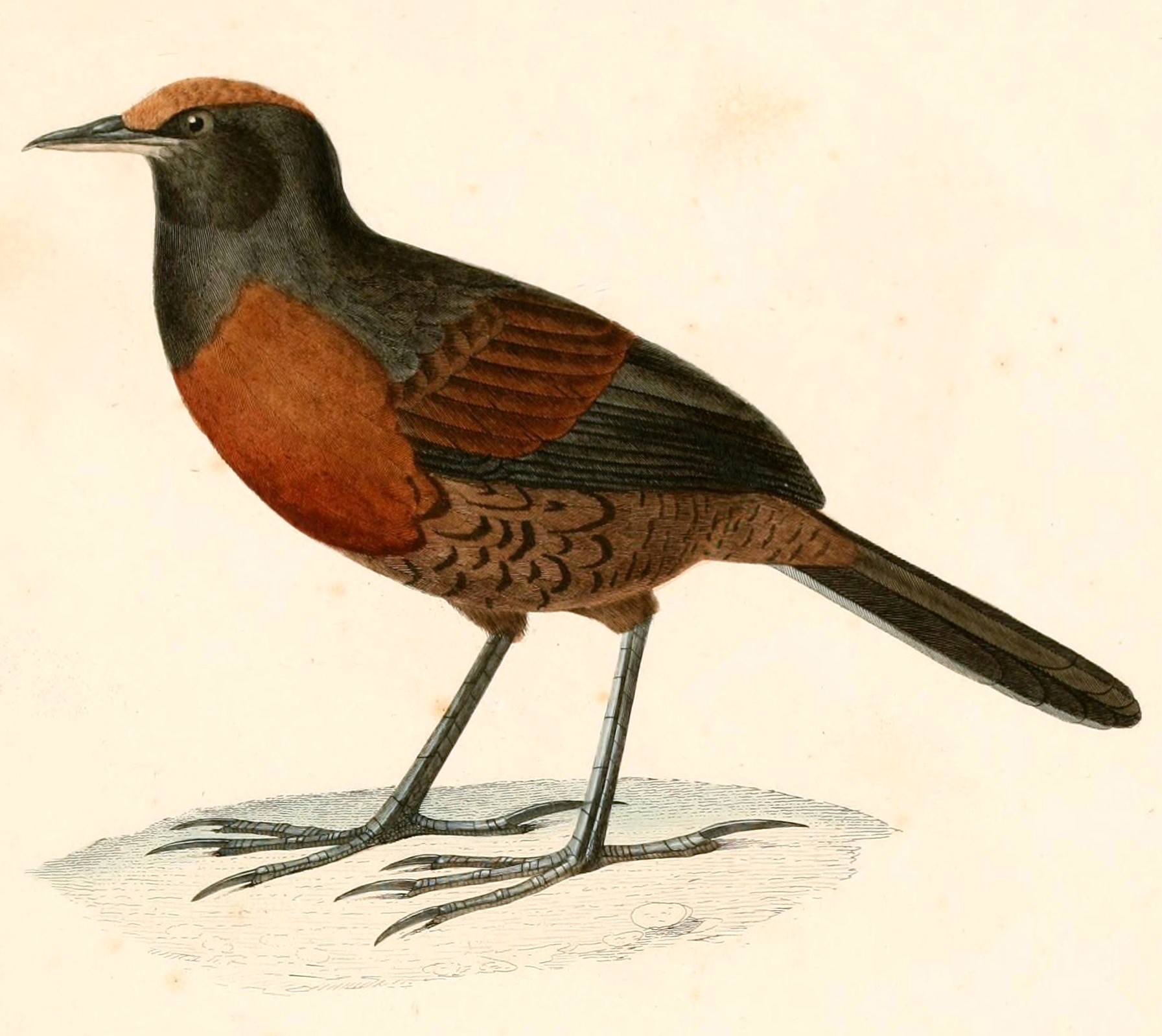
Dessin d'un tourco huet-huet (Pteroptochos tarnii)

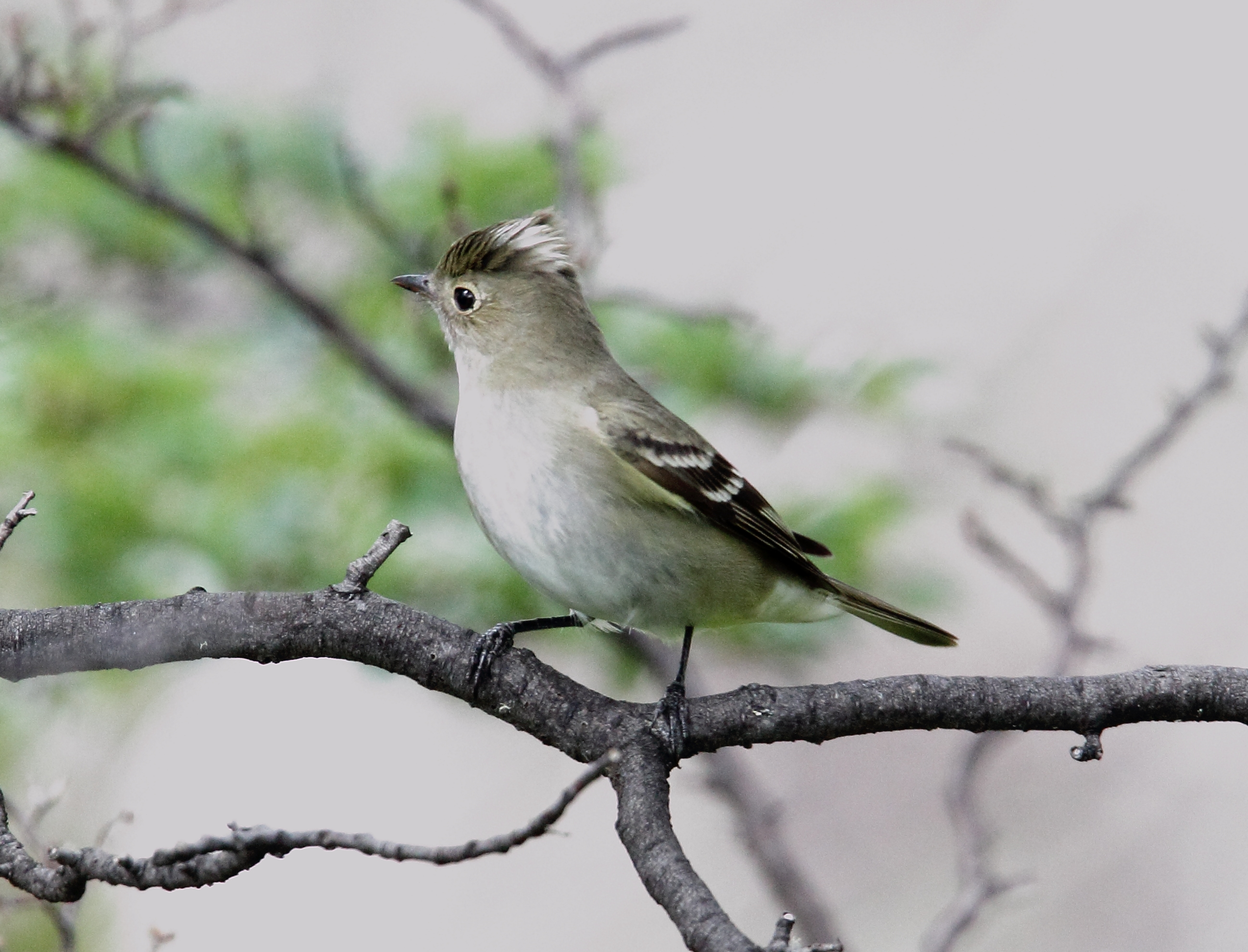
Élénie à cimier blanc (Elaenia albiceps)
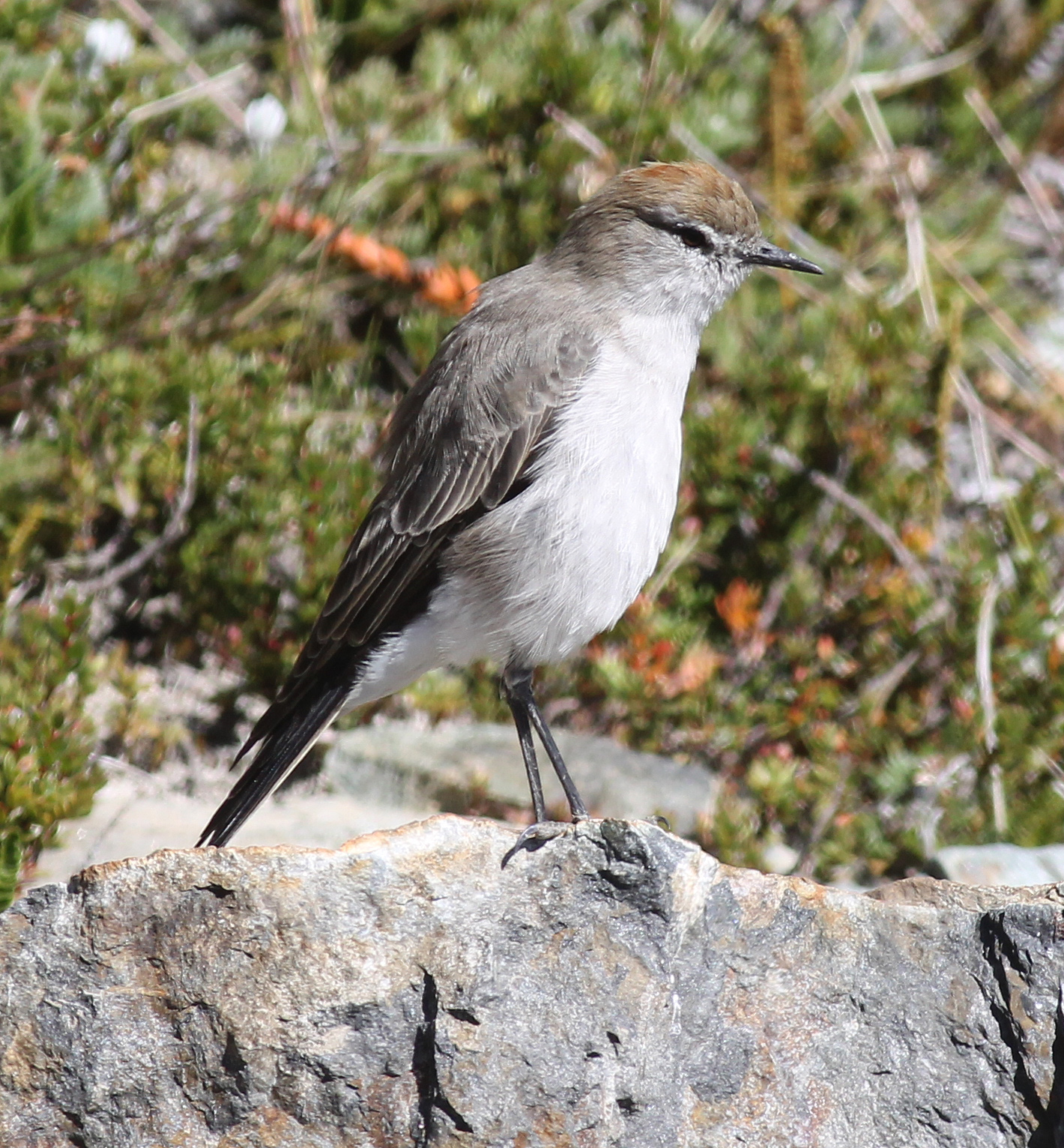
Dormilon à sourcils blancs (Muscisaxicola albilora)
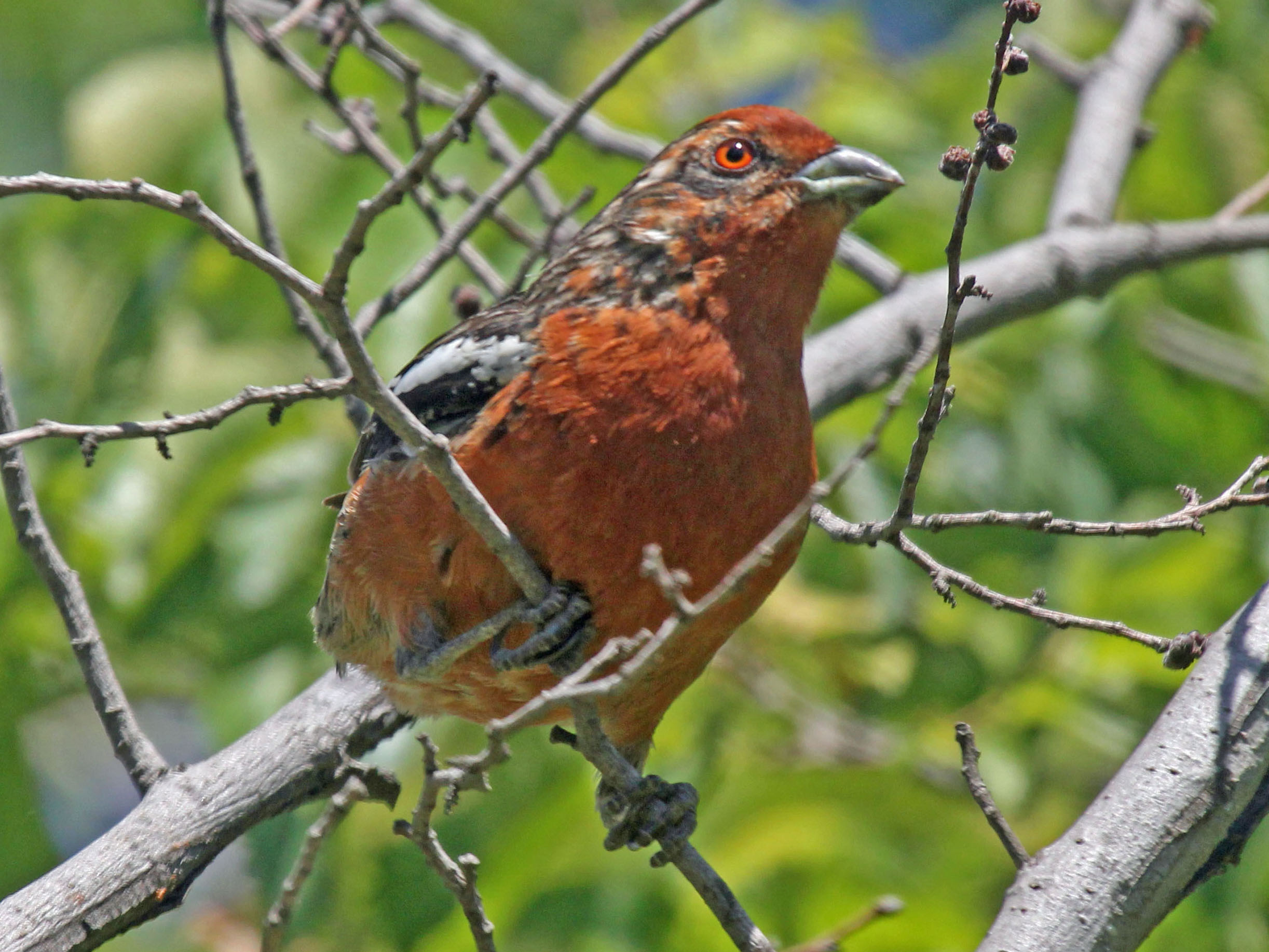
Rara à queue rousse (Phytotoma rara)

### Poissons
Les rivières et lacs sont peuplés d'un poisson autochtone, appelé localement peladilla (Aplochiton taeniatus), qui est comestible. Très heureusement, on n'a pas introduit de poissons exotiques dans la zone du parc, comme cela arrive dans d'autres parcs de Patagonie, de sorte qu'il est possible que la faune native survive ultérieurement.

## Flore
En ce qui concerne la flore, le parc est composé de trois secteurs bien délimités : en premier lieu, la steppe, représentée par de denses étendues de coiron (Festuca gracillima) et des exemplaires d'arbre torcida ; ensuite une zone de transition avec une végétation trapue caractéristique (tussok) ; enfin une forêt trapue composée principalement de ñires (Nothofagus antarctica) et de lengas (Nothofagus pumilio) ainsi qu'une forêt composée quasi exclusivement de lengas, localisée principalement sur les rives du lac Nansen et du lac Azara.

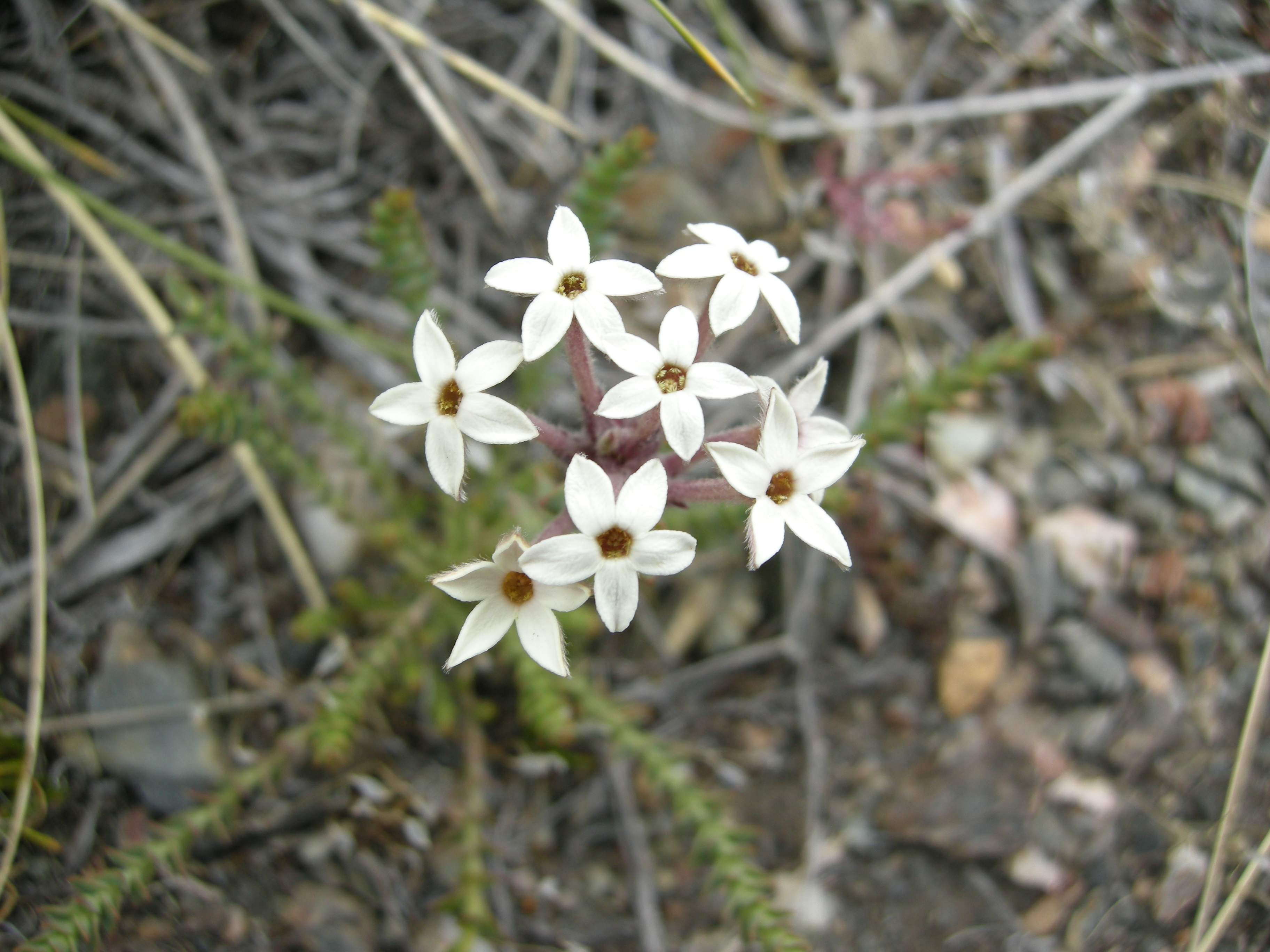
Fleur d'Arjona patagonica (famille des Schoepfiaceae).
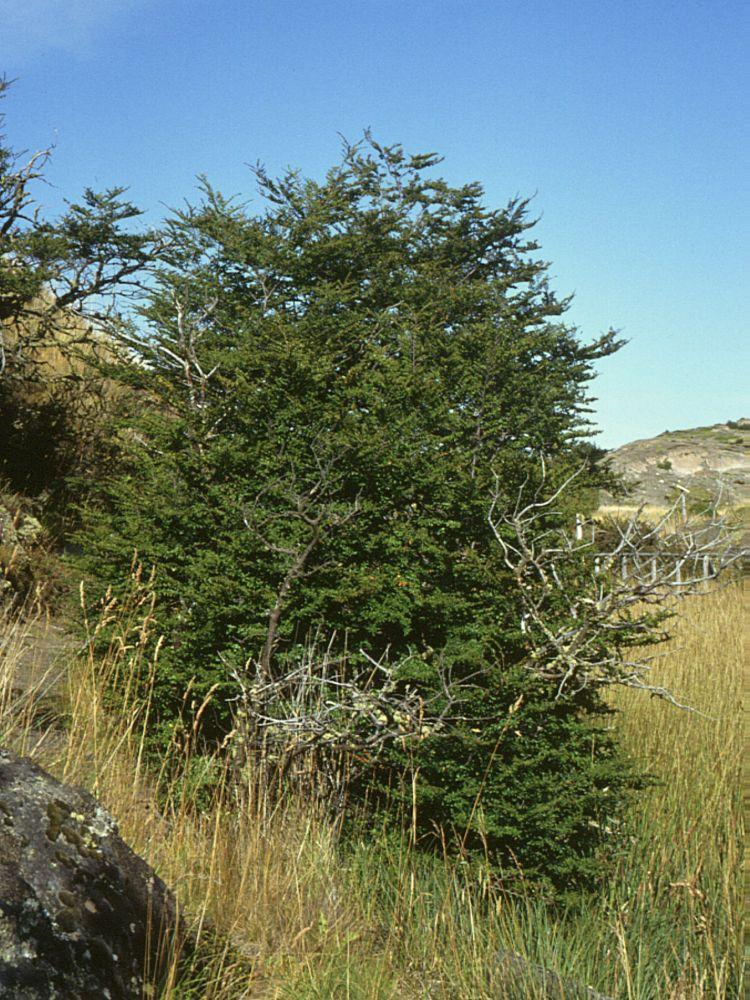
Un ñire (Nothofagus antarctica)
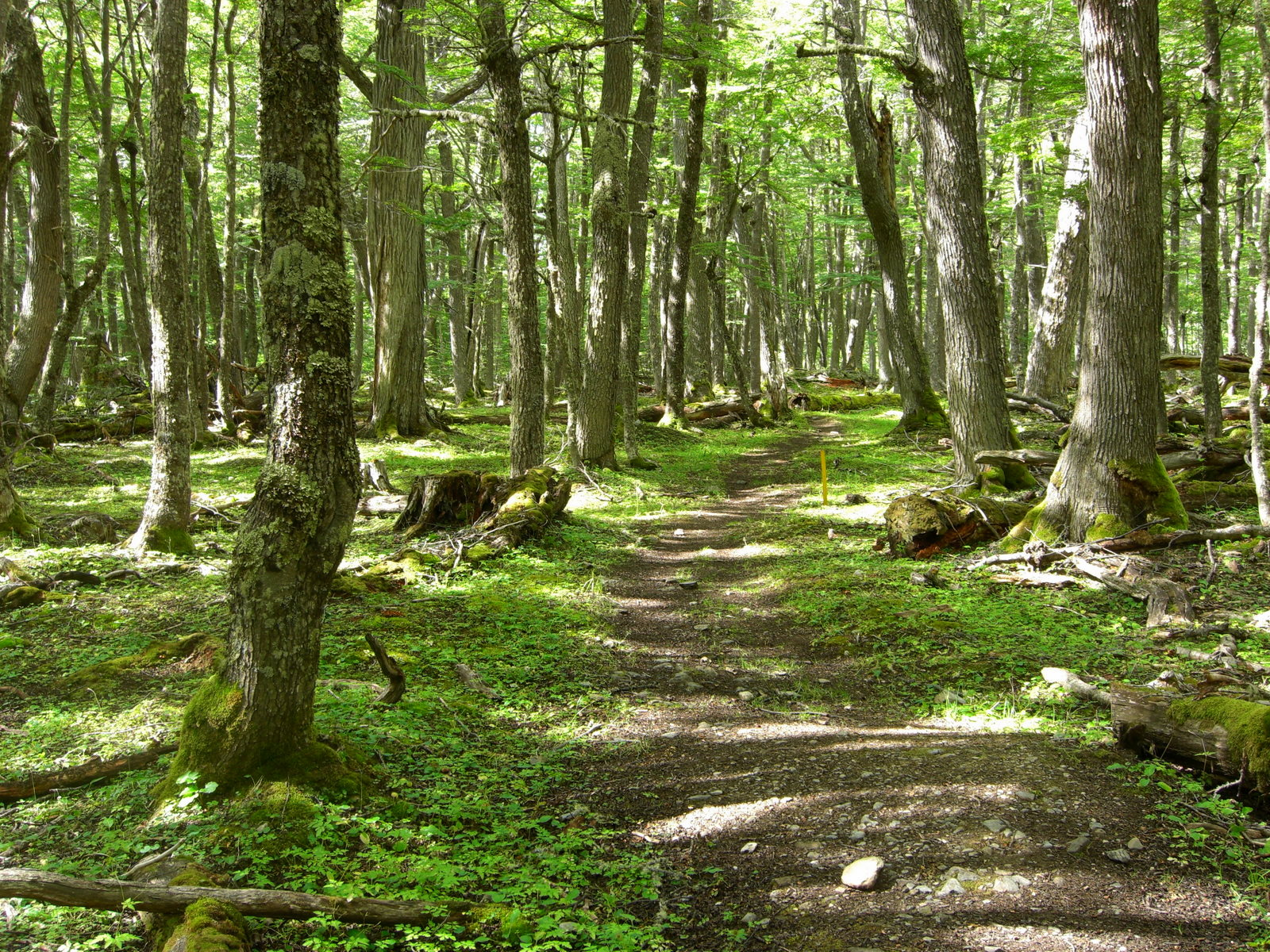
Forêt de lengas (Nothofagus pumilio), communément appelés en français hêtres de la Terre  de Feu.

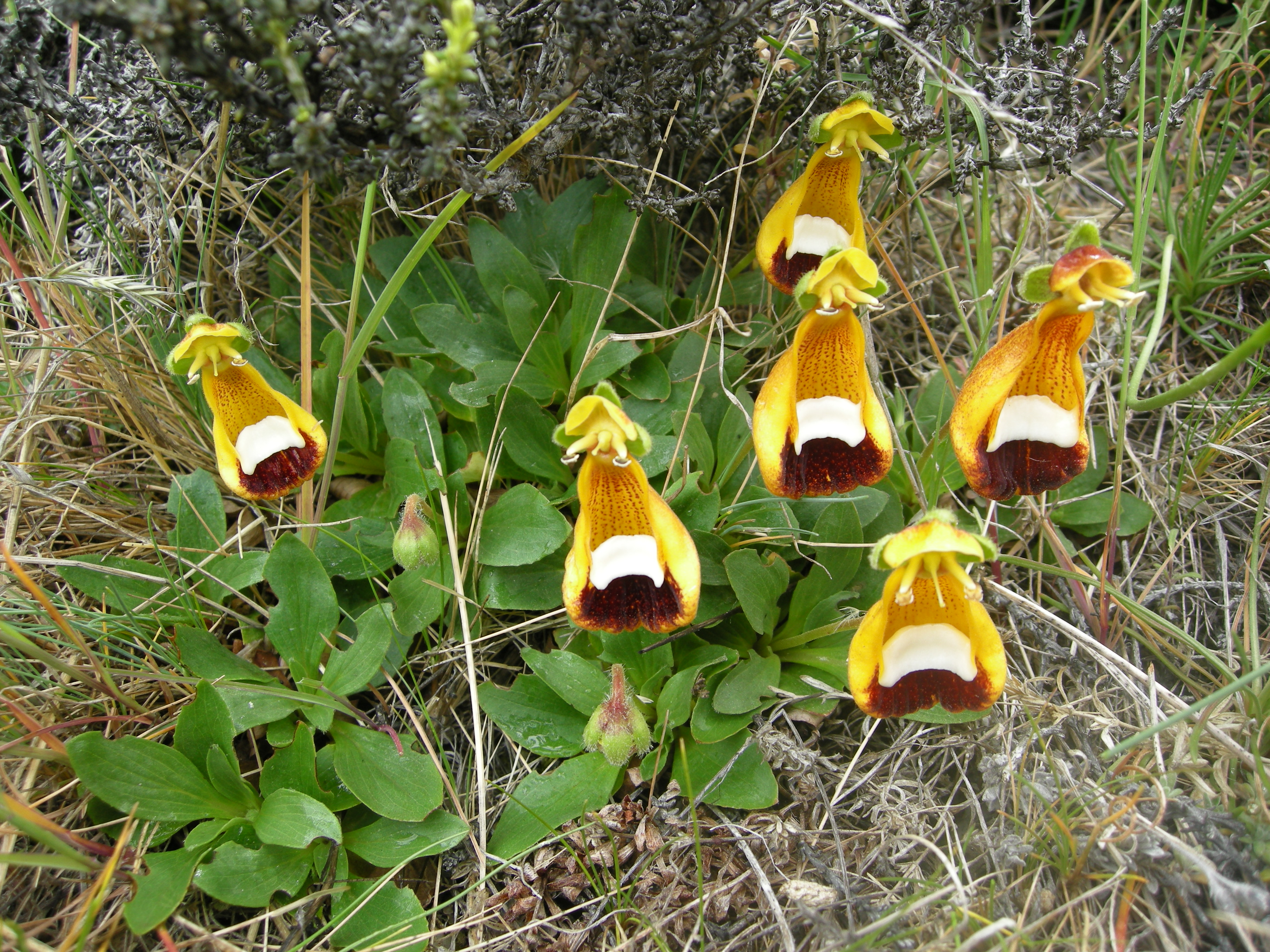
La Calceolaria uniflora est une scrophulariacée de Patagonie.
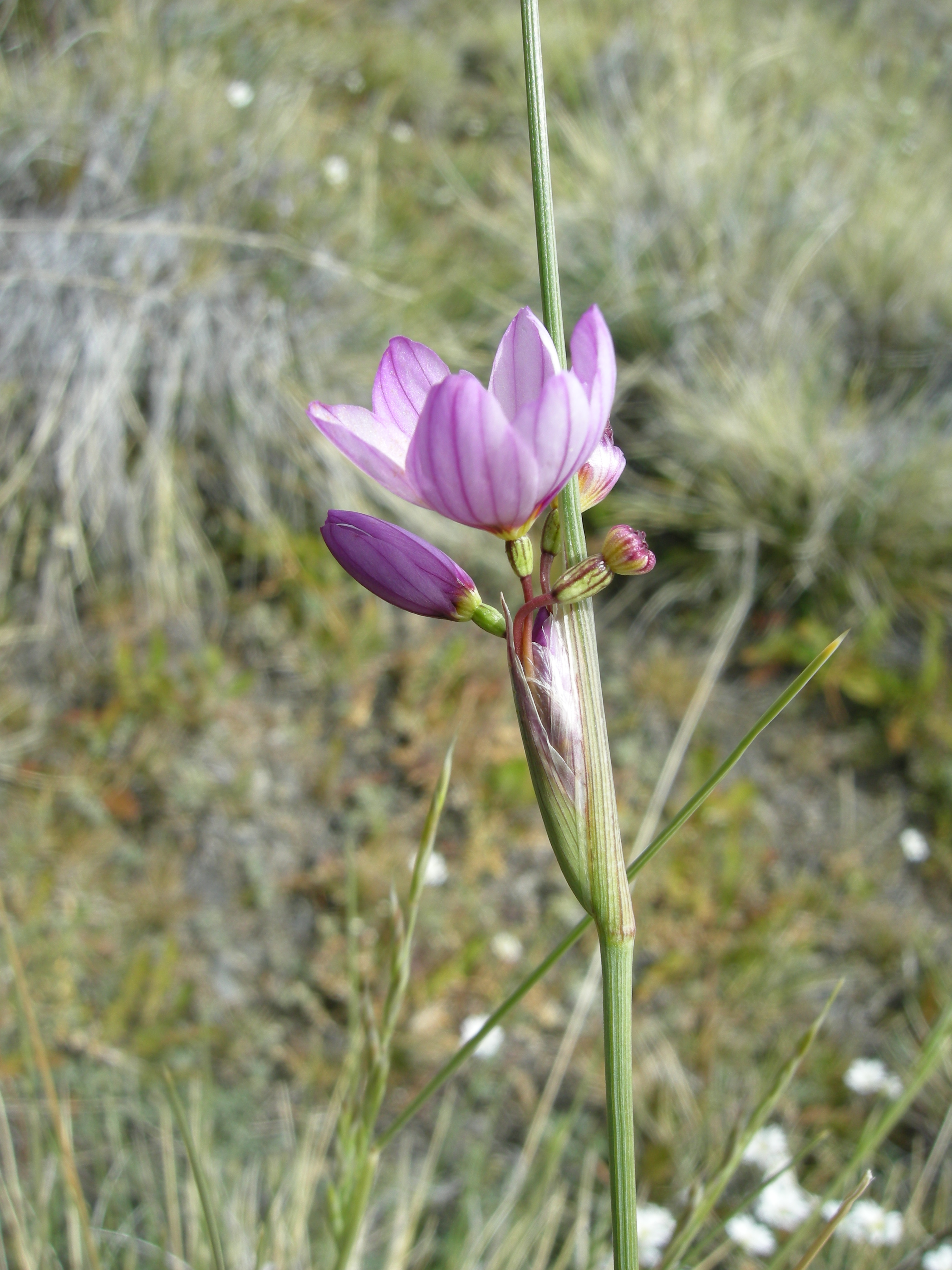
Olsynium junceum, une iridacée
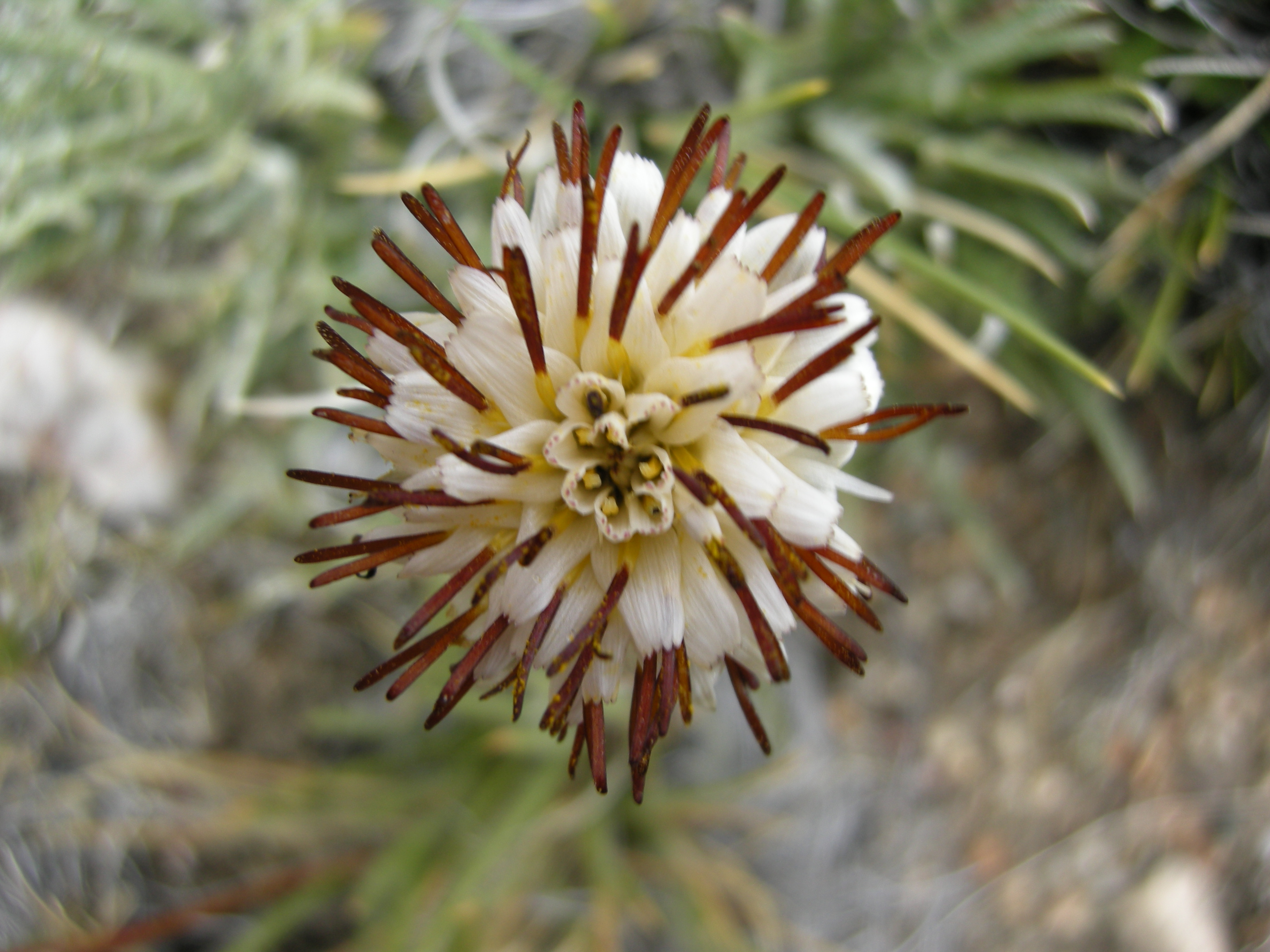
Hypochaeris incana, herbacée de la famille des asteracées.

Parcours de la route nationale 40 dans la province de Santa Cruz. Le parcours actuel est tracé en rouge. En vert, l'ancien tracé avec la nouvelle affectation de ces anciennes sections

## Tourisme et accès
Le parc national ne possède pas de camping organisé, la ville la plus proche est Gobernador Gregores. Depuis cette ville, on y accède par la route provinciale Nº 25. Jusqu'au parc, il faut rouler sur 130 km de route consolidée puis 90 km de chemin secondaire.
Depuis la ville de Perito Moreno, on y arrive par la route nationale 40 jusqu'au croisement avec la route provinciale Nº 37, qui débouche sur le parc.